# Участие России в войне в Донбассе (2014—2022)

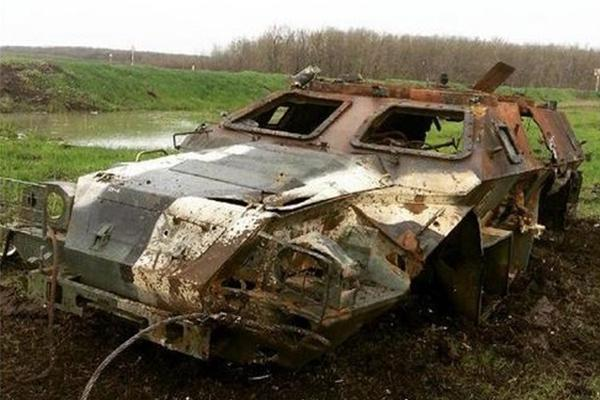
Бронеавтомобиль КамАЗ-43269 «Выстрел» (БПМ-97) уничтоженный в мае 2015 года в Луганской области

Участие России в войне в Донбассе, начавшейся весной 2014 года, становилось предметом множества расследований. Многие военные эксперты заявляли, что вооружённые формирования ДНР и ЛНР не смогли бы в течение длительного времени оказывать сопротивление украинским силам, если бы не постоянная поддержка Москвой сепаратистов в Донбассе техникой и профессиональными военными.
Начиная с весны 2014 года в интернете начали появляться многочисленные доказательства участия российских вооружённых сил в войне в Донбассе. Так, эксперты из Atlantic Council с помощью анализа открытых данных установили, что российские военные лагеря, которые были расположены вдоль российско-украинской границы, использовались в качестве плацдармов для наступательных действий на украинской территории российскими военными, не использовавшими при этом опознавательные знаки России на форме и технике. Бельгийская правозащитная организация International Partnership for Human Rights опубликовала доклад, в котором рассказывалось об обстрелах Украины российскими военнослужащими с территории России. Расследовательская группа Bellingcat по записям в социальных сетях и спутниковым снимкам сумела проследить путь российского ЗРК «Бук» из Курской области в Донбасс, где 17 июля 2014 года он сбил малайзийский Boeing 777, в причастности к чему обвиняется командовавший пророссийскими сепаратистскими силами Игорь Гиркин. По данным ЦРУ, Россия с 2014 года поддерживала сепаратистские формирования в Донбассе вооружением, техникой и боевой подготовкой, а также отправляла подразделения и войска специального назначения, при этом до 2022 года отрицая их присутствие.
Участие целого ряда российских военных в войне в Донбассе расследователям удалось доказать по их фотографиям в своих социальных сетях. Например, американский журналист Саймон Островский благодаря фотографиям в социальных сетях одного из российских военных установил два подразделения российской армии, воевавших в Донбассе.
Начиная с лета 2014 года в СМИ появлялась информация о погибших, раненых и пропавших без вести российских военных на востоке Украины. В докладе Путин. Война на основе открытых данных утверждалось, что в войне в Донбассе погибло не менее 220 российских солдат. Обстоятельства гибели российских военных в Донбассе становились предметом и других расследований, например российского блогера Руслана Левиева или журналистов Би-би-си. Государственный департамент США сообщил, что к марту 2015 года было убито 400–500 российских солдат.
Также в ходе войны в Донбассе в украинском плену неоднократно оказывались российские военнослужащие. Российское командование заявляло, что эти военные были либо в «отпуске», либо ранее уволились из вооружённых сил, либо они «заблудились» на территории Украины.
Наиболее масштабно российская армия участвовала в боях за Иловайск (август 2014 года) и при Дебальцеве (январь-февраль 2015 года). В обеих битвах участие российских войск стало ключевым фактором, приведшим к поражению украинских сил. По данным Bellingcat, в период наиболее ожесточённых боёв в Донбассе происходил всплеск награждений российских военных медалями.
Наблюдательная миссия ОБСЕ в Донбассе неоднократно сообщала об обнаружении российских вооружений, которые не находятся на вооружении Украины, в частности ТОС-1 «Буратино», 2Б26, Р-330Ж Житель. Журналисты обнаруживали в Донбассе такие использующиеся российской армией вооружения, как Т-72Б3, БМП-97, РЛС «Аистёнок», БПЛА «Форпост», Панцирь-С1.
Руководство РФ на протяжении восьми лет отрицало присутствие российских войск и техники в Донбассе, однако, как отмечали журналисты, российские власти таким же образом отрицали принадлежность «зелёных человечков» к войскам РФ во время захвата ими Крымского полуострова в феврале-марте 2014 года.
В войне в Донбассе также принимали участие российские частные военные компании, наиболее известная из которых — Группа Вагнера.
В ноябре 2022 года суд в Нидерландах по делу MH17 вынес приговор, согласно которому на территории, где произошла катастрофа «Боинга», к тому моменту разгорелся международный конфликт между Украиной и Россией, а ДНР в тот момент полностью подчинялась РФ.
По мнению ряда исследователей, именно на территории Украины Россия впервые в полной мере испытала свою концепцию «гибридной войны», известную как «доктрина Герасимова». Помимо войны в Донбассе, к российским «гибридным войнам» относят операции в Крыму и Сирии.

## Доктрина Герасимова и концепция гибридной войны
В январе 2013 года начальник Генштаба ВС РФ Валерий Герасимов выступил с докладом «Ценность науки в предвидении» о войнах будущего на заседании Академии военных наук. В докладе он анализировал опыт «арабской весны» на Ближнем Востоке в 2010—2012 годах, войн США в Ираке и Афганистане, а также других конфликтов. Спустя некоторое время доклад стал широко известен на Западе как Доктрина Герасимова. В мае 2014 года, выступая на московской Конференции по международной безопасности, Герасимов заявил, что «направленная на широкие массы стратегия может быть основана на „протестном потенциале“ целевой группы населения и может быть разработана и контролируема из-за границы через манипулятивные кампании». В 2016 году Герасимов в статье «По опыту Сирии» писал, что «в современных конфликтах всё чаще акцент используемых методов борьбы смещается в сторону комплексного применения политических, экономических, информационных и других невоенных мер, реализуемых с опорой на военную силу». «Это так называемые гибридные методы», отмечал Герасимов, суть которых «заключается в достижении политических целей с минимальным вооружённым воздействием на противника, преимущественно за счёт подрыва его военного и экономического потенциала, информационно-психологического давления, активной поддержки внутренней оппозиции, партизанских и диверсионных методов».
Украинские и западные эксперты и СМИ множество раз утверждали, что Россия в 2014 году опробовала на Украине свою новую военную доктрину, начав против неё «гибридную войну». При этом отмечалось, что до событий на Украине у России уже был опыт «гибридной деятельности» в Эстонии и Грузии. В апреле 2007 года перенос Бронзового солдата вызвал массовые беспорядки местного русскоязычного населения в Таллине, в провокации которых Эстонией и другими западными странами обвинялась Россия; 27 апреля 2007 года сайты эстонских государственных структур, СМИ, банков, подверглись мощнейшей кибератаке, в организации которой также обвинили Россию. Во время войны с Грузией в 2008 году Россия, как отмечают эксперты, впервые продемонстрировала сочетание классических боевых действий с «гибридной деятельностью» в виде кибератак на грузинские сайты и масштабной пропагандистской кампании с распространением фейковой информации, а самой войне предшествовала раздача российских паспортов в Абхазии и Южной Осетии и обострение напряжённости в российско-грузинских отношениях. Основатель Conflict Intelligence Team Руслан Левиев заявлял: «И война с Грузией в 2008 году, и война в Донбассе в 2014-м начинались так же: войска массово перебрасывали для учений, потом что-то отводили обратно, но часть техники оставалась, перебрасывалась через границу и вступала в бой».
Украинские авторы утверждают, что российский план отторжения украинских территорий готовился в течение длительного времени, что сопровождалось игрой на пророссийских симпатиях части населения Украины и формированием «пятой колонны» в украинском обществе, а идеологическим обоснованием российских действий на Украине стала концепция «русского мира». Также ряд авторов подчёркивает, что «гибридная война» России против Украины, в частности, в Донбассе, стала отправной точкой новой холодной войны между Россией и Западом. Глобальной целью России назывался реванш за поражение СССР в Холодной войне, а Украину с помощью конфликта в Донбассе Россия пыталась оставить в своей сфере влияния.
Политолог Сергей Минасян заявлял, что «украинский конфликт являлся „гибридной войной“ до лета 2014 года», но когда в августе 2014 года батальонные тактические группы российской армии столкнулись с украинской армией вблизи Иловайска, происходящее трансформировалось «в почти рутинную войсковую операцию с широкомасштабным использованием танковых частей и артиллерии».

## История
Исследователи выделяют в «гибридной войне» России в Донбассе несколько этапов:
- 1. Январь — март 2014 года[63].
  - Большинство жителей Донбасса не поддерживало протесты Евромайдана[64], а Донецк имел репутацию оплота Партии регионов[65][66]. В январе 2014 года после серии захватов сторонниками Евромайдана областных госадминистраций местные власти в Донбассе, как и в ряде других регионов юго-восточной Украины, формируют «дружины» для охраны административных зданий, в состав которых вошли активисты пророссийских движений, «титушки», казаки[4][65][67]. Вместе с тем, за присоединение Украины к России в феврале 2014-го выступали 33 % Донецкой и 24 % населения Луганской областей[68].
  - 1 марта в ряде городов Донбасса прошла серия пророссийских митингов, в которых принимали участие от нескольких сотен до нескольких тысяч протестующих[62]. В ходе этих акций активно использовалась российские государственные флаги и георгиевские ленточки[62]. Параллельно с пророссийскими митингами в Донбассе начинают проходить митинги за единство с Украиной, на которые начинают нападать пророссийские активисты[69]. Так, 13 марта в ходе очередных столкновений в Донецке погиб один из проукраинских активистов, а несколько десятков человек получают травмы[69]. Также в марте в Донецке некоторые сторонники Виктора Януковича ожидали его возвращения из России в качестве «легитимного президента Украины»[62][70]. В поддержку Виктора Януковича прошло несколько митингов, в ходе которых его призывали обратиться к российскому президенту Владимиру Путину с просьбой ввести «миротворческие войска» в Донбасс для «защиты русскоязычных»[62]. В это же время Россия усиливает масштабную информационную кампанию против Украины, в ходе которой российское телевидение сообщало о смертельной угрозе для этнических россиян и сторонников России со стороны сил, победивших на Майдане[71][72].
  - В этот период основную роль в событиях играли местные жители Донбасса, которые участвовали в движении Антимайдан и некоторые из них были сторонниками объединения с Россией[63]. Часть сторонников вхождения в состав России была активистами движений Донецкая республика[d] и Русский блок, и ещё в 2006—2009 годах проходила обучения в тренировочных лагерях российского Евразийского союза молодёжи — молодёжного крыла дугинского Международного евразийского движения, где обучалась обращению с оружием и тактике насильственного протеста[63][74]. Во времена президентства Виктора Януковича русских националистов в Донбассе поддерживали российские спецслужбы[63]. Среди людей, которые штурмовали административные здания в Луганской, Харьковской и Донецкой областях в ходе «русской весны»[75], также были представители местного криминалитета и «политических туристов»[76][77] из России[63]. Как отмечал журналист The New York Times Эндрю Рот, внезапный взрыв пророссийских демонстраций сразу в 11 городах Донбасса, их организованность, появление на акциях российских граждан и сообщения о «целых автобусах активистов из России» свидетельствовали о высоком уровне координации происходящего с Москвой[78].
  - При этом местная власть в Донбассе полностью контролировалась представителями Партии регионов, которая с 2010 года была правящей на Украине[e][62]. После победы Евромайдана представители Партии регионов в Донбассе подталкивали местное население к выступлениям против новых киевских властей[62]. Представители «старой» донецкой элиты хотели использовать протесты в Донбассе для усиления своих позиций на переговорах с новой властью в Киеве[f], тогда как пророссийские активисты, тесно связанные с Москвой, хотели сами стать властью в Донбассе[62]. В результате параллельно с украинскими органами власти пророссийские силы создают сепаратистские структуры «народного губернатора», которым провозгласили Павла Губарева, и «народных мэров»[62]. Активисты «русской весны», ранее никому не известные на Украине и бывшие маргиналами в Донбассе, получив мощную российскую медиаподдержку, начали эксплуатировать копившееся годами недовольство населения всемогуществом Партии регионов и местными олигархами[73][80].
  - В это же время российская армия начала интенсивные военные учения в приграничных с Украиной областях — Ростовской, Белгородской, Тамбовской и Курской[81]. Российский президент Путин заявлял, что «учения в западных регионах России совершенно не связаны с ситуацией на Украине», однако украинское руководство расценило эти действия российской стороны как подготовку к полномасштабному вторжению России на Украину[81][82]. 14 марта состоялись 11-часовые переговоры госсекретаря США Джона Керри и главы МИД РФ Сергея Лаврова насчёт урегулирования крымского кризиса[83]. Переговоры завершились провалом, а Россия так и не дала понять, собирается ли она использовать свои вооружённые силы в восточных областях Украины[83]. И хотя успешный захват Крыма вызвал эйфорию в высших кругах российской власти, однако Россия так и не решилась на полномасштабное использование своих вооружённых сил по крымскому сценарию в Донбассе[62]. Вместе с тем, прецедент Крыма подогревал настроения сторонников России в Донбассе, многие из которых ожидали такого же быстрого и лёгкого вхождения в состав России[64].
- 2. Апрель — июнь 2014 года[84][62].
  - 6 апреля участники пророссийских митингов захватывают здания Донецкой и Харьковской областных госадминистраций[укр.], а также здание Луганского управления Службы безопасности Украины[85]. 7 апреля были провозглашены ДНР и ХНР[g][85]. 7 апреля и. о. президента Украины Александр Турчинов заявил, что в отношении лиц, которые с оружием в руках захватили административные здания в Луганской, Донецкой и Харьковской областях, будут проводиться «антитеррористические мероприятия»[86].
  - В это время в Донбассе появляются небольшие пророссийские группы вооружённых людей[87]. Их сравнивали с «зелёными человечками», несколькими неделями ранее действовавшими в Крыму[h][90]. 12 апреля одна из таких групп, возглавлявшаяся россиянином Игорем Стрелковым, перешла российско-украинскую границу[i] и захватила власть в Славянске[j], в последующие несколько дней другие отряды берут под контроль ещё ряд населённых пунктов Луганской и Донецкой областей, в том числе Артёмовск, Мариуполь, Бахмут, Краматорск, Горловку, Макеевку[87][97]. 13 апреля в районе Славянска происходит бой между группой Стрелкова и отрядом СБУ, в ходе которого был убит украинский капитан Геннадий Биличенко[укр.], считающийся первым силовиком Украины, погибшим в ходе вооружённого конфликта в Донбассе[85][87]. 14 апреля и. о. президента Украины Александр Турчинов подписывает указ о проведении «антитеррористической операции» в Донбассе[85]. Начался полномасштабный военный конфликт между украинскими силовиками и сепаратистами, поддерживаемыми Россией[98]. 27 апреля была провозглашена ЛНР[99].
  - Российское руководство публично резко осудило начало украинской военной операции против сепаратистов[100][101]. Президент России Владимир Путин называл украинскую власть «хунтой»[102], говорил о «карательной операции», происходящей на «юго-востоке Украины», и предупреждал о её последствиях «для режима в Киеве»; российский министр обороны Сергей Шойгу отдал приказ начать военные учения Западному и Южному военным округам; глава МИД России Сергей Лавров заявлял: «Использование армии, да ещё и с опорой на радикал-националистов, против народа является абсолютно неприемлемой формой насилия, более того, я считаю, что это преступное решение»[100]. В ответ и. о. президента Украины Александр Турчинов требовал от России «прекратить вмешательство во внутренние дела Украины, постоянные угрозы и шантаж и отвести войска от восточной границы нашей страны»; а сотрудник МИД Украины Василий Зварыч заявлял: «Концентрация российских войск на границе, а тем более начало „тактических учений“, провоцирует активизацию противозаконной деятельности на юго-востоке страны»[100]. Весной 2014 года после начала конфликта в Донбассе в российских[103][104], украинских[105] и западных[106] СМИ обсуждалась вероятность вторжения российских войск на Украину[107][108]. Военные аналитики НАТО тогда допускали, что в случае полномасштабной войны целью России может стать прорыв до Одессы и Приднестровья[109]. 24 апреля Госсекретарь США Джон Керри заявил, что «на глазах у всех Россия продолжает финансировать, координировать и поддерживать хорошо вооружённых сепаратистов»[110]. В конце апреля член верхней палаты парламента Нидерландов, генерал-майор в отставке Франк ван Каппен[англ.] заявил, что Россия ведёт против Украины «гибридную войну»[111]. 29 мая украинский секретарь СНБО Андрей Парубий обвинил Россию в ведении «гибридной войны»[112].
  - Россия на этом этапе войны использовала ограниченное количество своего спецназа, офицеров разведки и отряды российских добровольцев из числа русских националистов, казаков и отставных силовиков[62][113][114]. РФ начала и поставки вооружения сепаратистам, в том числе ПЗРК, бронетанковой техники, артиллерии и систем залпового огня [84][37]. Так, 28 мая корреспондент CNN в Донецке Ник Пэйтон Уолш рассказывал, что видел в городе в рядах батальона «Восток» представителей МВД Чечни, которые перемещались на грузовых «КамАЗах» и кричали: «Мы — кадыровцы!»[k]; несколько позднее появились подтверждённые данные о погибших 26 мая 33 гражданах России в ходе боёв в Донецком аэропорту[117], а 14 июня 2014 года НАТО опубликовал снимки трёх танков Т-72 и нескольких бронированных автомобилей КамАЗ, утверждая, что они были переданы сепаратистам в Донбассе из России[118][119]. Вместе с тем, сепаратисты захватили часть вооружения у украинских силовых структур, в том числе из оружейных комнат в армейских казармах, отделениях милиции, СБУ[120]. При этом Россия категорически отрицала своё участие в конфликте, «пытаясь изобразить его как восстание местного населения»[121].
  - Российская государственная пропаганда на телевидении активно продвигала идею создания Новороссии, демонизировала украинскую власть и героизировала «ополченцев» ДНР[72]. Так как российское телевидение на тот момент пользовалось широкой популярностью на юго-востоке Украины, пропаганда пыталась подталкивать украинцев к выступлениям против новых украинских властей[72]. При этом руководство пророссийских сил пыталось активно набирать местных жителей для вступления в свои военизированные группы, однако ввиду недостаточного притока местного населения в ряды вооружённых отрядов сепаратистов значительная часть бойцов из состава пророссийских сил приехала из России[37][62].
  - Украина в этот период имела немногочисленные боеспособные вооружённые силы[l] и недавно сформированные добровольческие батальоны, основой которых были активисты Евромайдана, при этом такие вооружённые отряды украинцев, как «Правый сектор», не имели легального правого статуса[125][114]. Общее состояние украинской армии на тот момент было плачевным[126], украинским силам отчаянно не хватало биноклей, бронежилетов и другого снаряжения, а практически вся техника и оснащение ВСУ были изготовлены в конце 1980-х годов[127][128]. На действиях украинских сил сказывалось их хроническое недофинансирование в течение многих лет, недостаток боевого опыта у большинства подразделений[m], испытывала дефицит военных специалистов[128][130]. Ещё со времён СССР большинство украинских частей находилось на Западной Украине и юге страны, однако восточное и северное направления считались безопасными, а Россия не рассматривалась в военной доктрине Украины в качестве потенциального противника[130][131][132]. Ещё одним негативным фактором было то, что украинские спецподразделения, предназначенные для антитеррористических операций, за два месяца до начала вооружённого конфликта в Донбассе использовались прежней украинской властью против протестующих в ходе Евромайдана[n][126], а некоторые бойцы из украинских спецподразделений «Беркут» и «Альфа» перешли на сторону сепаратистов[o][148].
  - 11 мая на территориях, подконтрольных ЛНР и ДНР, произошли референдумы «О самоопределении» этих непризнанных республик[p], после которых их власти объявили о своём суверенитете, стремлении создать конфедерацию Новороссии и войти в состав России[150][151]. 26 мая в первом туре украинских президентских выборов побеждает Пётр Порошенко, вскоре после чего Украина начинает масштабное контрнаступление в Донбассе[85][152]. Однако бои шли с переменным успехом[128]. Так, 26 мая украинские силы возвращают контроль над Донецким аэропортом[128]; 29 мая сепаратисты сбивают украинский вертолёт Ми-8МТ, в результате погибают 12 военных, включая генерал-майора Сергея Кульчицкого[117]; в течение первой недели июня Украина теряет контроль над значительным участком российско-украинской границы в Луганской области, что усилило поток оружия и бойцов из России в Донбасс[153]; 14 июня под Луганским аэропортом сепаратистами был сбит украинский военный самолёт Ил-76, в результате чего погибло 49 человек[q]; в то же время 13 июня украинскими силами был возвращён контроль над Мариуполем[155]. В это время журналисты The New York Times отмечали, что Украина с её большой, хотя и плохо подготовленной армией, могла бы быстро справиться с сепаратистами, если бы они не имели российской поддержки[156].
  - 18 июня президент Украины Пётр Порошенко предложил свой мирный план по урегулированию ситуации в Донбассе и 20 июня объявил об одностороннем прекращении огня[119]. Однако достичь соглашения о мирном урегулировании конфликта не удалось, а Украина обвиняла сепаратистов в продолжении обстрелов[156].
  - Всё это время Россия продолжала держать крупную группировку войск на своей западной границе с Украиной[152][157]. 25 июня российский Совет Федерации отзывает мандат Путина на ввод войск на Украину, полученный им 1 марта 2014 года в разгар «крымского кризиса», по предложению самого российского президента; представители России говорили, что этим шагом они «хотят поддержать политическое урегулирование на Юго-Востоке Украины»[158][159].
  - По мнению обозревателей, Россия на этом этапе войны хотела заставить украинские власти предоставить максимальную автономию Донбассу, чтобы через него влиять на внутреннюю политику Украины и не дать ей присоединиться к ЕС и НАТО[160].
- 3. Июль — август 2014 года[84]
  - 1 июля украинский президент Пётр Порошенко прекратил объявленное ранее перемирие и отдал украинским силам приказ о наступлении[156]. 5 июля украинские силы возвращают контроль над Краматорском и Славянском[r][162]. В течение июля инициатива переходит к украинским военным, и к началу августа сепаратисты потеряли около трёх четвертей ранее занятой территории[163][164]. Возникла реальная перспектива разгрома сил сепаратистов[62][84].
  - В ответ Россия усиливает поставки в Донбасс танков, артиллерии и зенитно-ракетных комплексов и начинает обстрелы украинских сил с территории России[165][166]. 11 июля российской армией под Зеленопольем впервые был осуществлён обстрел с территории России по ВСУ[62]. 14 июля МИД России обвинил Украину в том, что она обстреляла российский город Донецк (Ростовская область)[s], и пригрозил «необратимыми последствиями», а военные эксперты начали говорить, что Россия ищет повод для полномасштабного вторжения[168]. 17 июля сепаратисты из ЗРК «Бук» сбивают гражданский малайзийский Boeing 777 в Донецкой области[85]. Хотя Россия категорически отрицала свою причастность к случившемуся[85] и обвиняла Украину[169], однако Запад после этой катастрофы усилил санкции против России[165].
  - Несмотря на возросшую в течение июля российскую помощь сепаратистам, украинская армия продолжала наступления и к середине августа была готова окружить оставшиеся анклавы пророссийских сил[165]. С подачи Москвы[170][171] в руководстве ДНР произошли перемены: россиян, возглавлявших ДНР, Александра Бородая и Игоря Стрелкова, смещают в пользу уроженца Донецка Александра Захарченко[62][172]. 15 августа премьер-министр ДНР Александр Захарченко заявил, что сепаратисты получили подкрепление из 1200 прошедших четырёхмесячное обучение в России бойцов, а также десятков единиц боевой техники, включая танки[t]; также он отметил, что у соседней ЛНР «практически нет армии», а только «есть разрозненные отряды, которые пытаются нам помочь», но с которыми плохо налажена координация[62][174].
  - 31 августа в Азовском море в районе Мариуполя из противотанкового ракетного комплекса были обстреляны два катера украинской береговой охраны: «Гриф» и «Калкан»[175]. На катере «Гриф» погибло двое членов экипажа и возник пожар, в результате которого он затонул[176].
- 4. Сентябрь 2014 — февраль 2015[62].
  - После заключения Минских соглашений Россия сосредоточилась на том, чтобы реорганизовать разношёрстные иррегулярные формирования сепаратистов в достаточно большую и хорошо вооружённую регулярную армию[62][177].
  - Осенью 2014 года интенсивность боевых действий снизилась, однако продолжались бои на Мариупольском и Дебальцевском направлениях, а также в районе Донецкого аэропорта[62]. При этом 10 сентября украинский президент Пётр Порошенко заявил, что Украину покинула значительная часть российских войск[178]. 16 сентября Украина ратифицировала Соглашение об ассоциации между Украиной и Европейским союзом[u][178]. 25 сентября Порошенко заявил о стремлении Украины добиться членства в ЕС, при этом отмечая, что Украина никогда не откажется от Донецкой и Луганской областей[178]. 26 октября прошли украинские парламентские выборы, на которых победили прозападные силы[180]. 2 ноября прошли выборы в непризнанных республиках в Донбассе; в ДНР победил Александр Захарченко, а в ЛНР — Игорь Плотнийкий[v][181]. В начале ноября Россия усилила военную помощь сепаратистам[180].
  - Российские действия на Украине обеспокоили других соседей РФ, в частности, Польшу и страны Прибалтики[182]. Президент Литвы Даля Грибаускайте заявляла, что если «российскую агрессию на Украине не остановят, то рано или поздно мы увидим агрессора у наших границ»[183]. 4 — 5 сентября состоялся саммит НАТО в Ньюпорте[184]. Хотя конфликт на Украине был одной из главных тем саммита[185], но его ставили в один ряд с войнами в Афганистане и Ираке[186]. Генеральный секретарь НАТО Андерс Фог Расмуссен в ходе саммита заявлял, что Россия продолжает «дестабилизацию восточной Украины», говоря о том, что «Россия воюет с Украиной на Украине»[186], и высказал сомнение в том, что Москва искренне желает прекращения огня[183]. В ответ на военные действия России на Украине НАТО приняло решение развернуть на территории своих членов в Восточной Европе контингент сил быстрого реагирования в 5000 человек[w][188][189]. При этом НАТО подчёркивало, что не будет вовлекаться в боевые действия на Украине[183], но Альянс высказал готовность оказать поддержку Украине в модернизации её армии[186].
  - В сентябре начались серьёзные попытки сил сепаратистов взять штурмом Донецкий аэропорт, который обороняли украинские силы[190]. Минские соглашения предусматривали отвод тяжёлых вооружений на 15 км от линии соприкосновения враждующих сторон «по состоянию на 19 сентября 2014 года», однако выполнение этих условий привело бы к тому, что сепаратисты должны освободить от вооружений значительную часть Донецка, поэтому силы ДНР пытались улучшить своё положение для дальнейших переговоров, ведя наступление[190]. РФ и ДНР при этом заявляли, что «аэропорт Донецка, согласно Минским договорённостям, должен быть передан под контроль ополченцев», однако Украина это отрицала[190]. 19 января Украина обвинила Россию в переброске 700 солдат с техникой в Донбасс[191], однако доказательств что эти силы принимали непосредственное участие в боях за аэропорт представлено не было[192]. 22 января 2015 года, после нескольких месяцев штурмов и обстрелов, сепаратисты захватили Донецкий аэропорт, при этом он был полностью разрушен[190][193][194].
  - Во второй половине января 2015 года, параллельно с боями за Донецкий аэропорт, сепаратисты, желая расширить территории своих непризнанных республик, начали наступление по трём направлениям: на Счастье Луганской области, на Мариуполь и на Дебальцево, которые находились в Донецкой области[195][196]. При этом основные силы были брошены на Дебальцевское направление, где украинские силы удерживали плацдарм, который на несколько десятков километров «вклинивался» в территорию ДНР[195]. Активное наступление в районе Дебальцева началось 25 января 2015 года[195]. По данным украинского Генштаба, в боях за Дебальцево приняло участие до восьми батальонных тактических групп и артиллерийских дивизионов Вооружённых сил РФ[a][195]. 27 января после ожесточённых боёв украинские силы теряют контроль над Углегорском, а 9 февраля сепаратисты захватывают село Логвиново, через которое шло снабжение украинских сил в районе Дебальцева[195]. Над украинской группировкой нависла угроза окружения и они были вынуждены вывести свои силы из Дебальцева[195]. Отступление украинских сил сопровождалось ожесточёнными боями, которые продолжались до 21 февраля 2015 года[195]. По словам украинского президента Петра Порошенко, отход украинских сил проходил «под шквальным огнём российской артиллерии»[195].
  - На фоне ожесточённых боёв в Донбассе начинаются переговоры в Минске, целью российского руководства на которых называлось стремление вынудить Украину «перед лицом полного уничтожения дебальцевской группировки согласиться на выгодные для РФ условия достижения мира в Донбассе»[196]. 12 февраля 2015 года подписывается Второе минское соглашение[x][165][200]. Договорённости предусматривали «прекращение огня, постепенный отвод вооружений от линии разграничения, обмен пленными, начало политического диалога, проведение местных выборов по украинскому законодательству, амнистию участникам конфликта, предоставление особого порядка самоуправления в отдельных районах Донбасса и, после выборов и принятия конституционной реформы, получение Украиной контроля над всей границей»[201]. Эти условия были намного благоприятнее для Москвы, чем для Киева[165]. Согласно этим соглашениям, 15 февраля[202] 2015 года должно было вступить в силу соглашение о прекращении огня, однако сепаратисты продолжили наступление и 18 февраля взяли под контроль Дебальцево[165], в связи с чем Россию и сепаратистов обвиняли в нарушении Минска-2 сразу после подписания этого соглашения[y][205][206]. После потери Дебальцева звучали опасения, что следующей целью сепаратистов станет Мариуполь[207]. Однако после окончания сражения за Дебальцево война переходит в позиционную стадию и интенсивность боёв снизилась[165][196].
  - В период между Минском-1 и Минском-2 силы сепаратистов взяли с боем более 500 км² украинских территорий[165].
- 5. Февраль 2015 — февраль 2022[62]
  - После Дебальцева конфликт в Донбассе переходит в фазу умеренной интенсивности[62][196]. Украина на этом этапе войны выстраивает на линии соприкосновения с сепаратистами глубокую линию обороны с мощной системой фортификационных сооружений[z][62][209]. Россия же активно пыталась использовать непризнанные республики сепаратистов для дестабилизации внутриполитической ситуации на Украине[62][215]. Донбасс выпадает из центра внимания мирового сообщества, и с 2016 года конфликт в Донбассе в западных СМИ начали называть «забытой войной»[216][217][218][219].
  - По оценкам западных экспертов, к марту 2015 года на востоке Украины находилось 12 тысяч российских военнослужащих, ещё около 50 тысяч находилось вблизи украинской границы[a][165]. При этом весной 2015 года продолжились поставки сепаратистам военной техники из России[165]. По оценкам украинских и западных чиновников, к лету 2015 года силы ДНР и ЛНР имели в распоряжении около 200 танков, более 520 бронемашин, около 145 артиллерийских установок и около 80 систем РСЗО[165].
  - В апреле 2015 года американские официальные лица начали использовать термин «объединенные российско-сепаратистские силы», так как, по данным разведки США, Россия в этот период значительно усилила контроль над силами сепаратистов в Донбассе[220].

## Аспекты участия России в войне на востоке Украины (апрель 2014 — февраль 2022)
На сленге сепаратистов российскую военную помощь называли «военторгом» и «северным ветром».
Представители украинской армии неоднократно заявляли, что Россия использует Донбасс как испытательный полигон и в реальных боевых условиях тестирует там новые образцы своих вооружений. Так, в июле 2016 года секретарь СНБО Александр Турчинов заявлял, что Россия тестирует в Донбассе минометный комплекс КМ-8 «Грань» и переносную систему управления огнем «Малахит».
Россия также оказывала всеохватывающее влияние на сепаратистов в Донбассе во всех сферах жизни.

### Контроль России над ДНР и ЛНР
В докладе «Путин. Война» отмечалось, что после референдумов о независимости в ДНР и ЛНР российский политтехнолог Александр Бородай возглавил Совет министров ДНР, а Совет министров ЛНР возглавил другой российский политтехнолог — Марат Баширов. Также отмечалось, что особую роль в событиях в Донбассе в 2014 году сыграл отставной офицер российских спецслужб Игорь Стрелков, который также успел поучаствовать в аннексии Крыма в начале 2014 года. При этом журналисты утверждали, что Бородай и Стрелков давно были знакомы друг с другом по работе в инвестиционном фонде «Маршал-Капитал», принадлежавшем российскому бизнесмену Константину Малофееву. Малофеев был известен как православный монархист и основатель «Царьград ТВ», считавший «Украину и украинскую нацию продуктом антироссийской пропаганды». Новая газета писала, что его «пиарщики и „реконструкторы“ раскрутили конфликт в Крыму и Донбассе, передав эстафету добровольцам и „отпускникам“». Правоохранительные органы Украины называли Малофеева одним из основных спонсоров сепаратистов на востоке Украины.
В январе 2015 года Игорь Стрелков о своем уходе из Донбасса заявил: «Не могу сказать, что я ушел добровольно — мне пригрозили тем, что прекратятся поставки из России, а без поставок воевать невозможно. В Кремле восторжествовала политическая линия, ориентированная на мирные переговоры, и для этого требовались люди сговорчивые. А я никакой сговорчивости не проявлял и потому их требованиям не соответствовал. Вот и был вынужден оставить свой пост».
В мае 2017 года трое бывших лидеров сепаратистов рассказали Reuters, что в 2014 году тогдашний помощник президента России Владислав Сурков сыграл ключевую роль в назначении Александра Захарченко и Игоря Плотницкого на посты глав администраций самопровозглашенных республик Донбасса. По словам источников Reuters, Сурков определял внутреннюю политику этих государственных образований и регулярно встречался с лидерами сепаратистов как на территориях ДНР и ЛНР, так и в России. Один из лидеров сепаратистов Алексей Александров сказал журналистам: «Любой звонок из Москвы <…> расценивался как звонок из канцелярии самого Господа Бога и не обсуждался, принимался к исполнению немедленно». Согласно источникам Reuters, Сурков контролировал ситуацию на местах с помощью специальных доверенных лиц, которые регулярно докладывали ему о положении дел, и в частности, этих людей он использовал для организации выборов в ДНР и ЛНР. По словам бывших лидеров сепаратистов Донбасса, «Москва постепенно отстранила от руководства большинство тех лидеров, которые начинали „восстание“, в том числе использовав угрозы смертью или лишением свободы». В октябре 2015 года журналисты Би-би-си отмечали, что российская военная операция в Сирии хронологически совпала с затишьем боев в Донбассе и отстранением от власти в ДНР и ЛНР наиболее радикальных деятелей.
В ноябре 2022 года суд в Нидерландах по делу MH17 вынес приговор, согласно которому с середины мая 2014 года Россия имела «общий контроль» над ДНР. Суд заявил, что «многие из тогдашних лидеров ДНР имели российское гражданство», а «некоторые из них имели опыт службы в российских вооруженных силах, такие как Гиркин». Суд отмечал, что «некоторые лидеры ДНР имели тесные связи с Российской Федерацией», а «в перехваченных разговорах регулярно говорится о контактах с высокопоставленными лицами в Российской Федерации, называемыми „Москва“ или, более конкретно, „Кремль“». Так, отмечал суд, премьер-министр ДНР Александр Бородай в период с июня по август 2014 года «почти ежедневно общался с Сурковым», который «в то время был близким советником президента Путина», и Бородай называл Суркова «нашим человеком в Кремле». Суд отмечал, что типичным был перехваченный разговор от 16 мая 2014 года, в котором Бородай рассказывал, что «скоро будет объявлен состав правительства ДНР и что Москва сделала ему сюрприз, потому что он будет назначен премьер-министром». Суд также отмечал, что существует множество доказательств о том, что Россия брала на себя координирующую роль и давала указания ДНР, в том числе оказывала решающее влияние на назначение руководящих должностей в ДНР. Суд отмечал, что «„Москве“ не только докладывали о ситуации на местах, например, о неудачах и достигнутых успехах, но также ряд перехваченных разговоров свидетельствовал о планировании, осуществляемом российскими властями и вмешивалась в координацию военных действий». Суд счел, что Российская Федерация осуществляла финансирование ДНР, снабжение и подготовку её войск, а также поставку оружия и товаров сепаратистам. Помимо этого суд отмечал, что «Россия сама предпринимала военные действия на территории Украины».
В январе 2023 года Европейский суд по правам человека по делу о вине России в катастрофе малайзийского Боинга выдал решение, согласно которому районы востока Украины, пребывавшие под контролем сепаратистов, с 11 мая 2014 года и, по меньшей мере, до 26 января 2022 года находились под контролем России. Суд отметил присутствие российских сил в Донбассе с апреля 2014 года и широкомасштабное развертывание российских сил на востоке Украины с конца августа 2014 года. Также суд установил, что Россия имела «существенное влияние на определение военной стратегии сепаратистов, поставляла им оружие и иное военное оборудование в значительных масштабах с самого начала образования так называемых „народных республик“ и в последующие месяцы и годы, и что она также оказывала им политическую и экономическую поддержку». При этом в ходе судебного разбирательства представитель России при ЕСПЧ утверждал, что Россия якобы «ни прямо, ни косвенно не осуществляет контроль над Донбассом».

#### Влияние России на экономику и социальную сферу подконтрольного сепаратистам Донбасса
Летом 2014 года председатель Верховного совета ДНР Борис Литвинов в беседе с журналистами российского издания РБК заявил: «Со стороны России финансируется значительная часть нужд ополчения. Когда Крым перешел на рубли, то в обороте в Крыму осталось много гривенной наличности. Крым стал российской территорией, а эта наличность оказалась в российских банках. Торговли в гривнах Россия с Украиной практически не ведет, гривна не востребована. В итоге гривенный запас из Крыма оказался здесь».
В июне 2015 года российское издание РБК писало, что с декабря 2014 года в российском правительстве темой Донбасса (зонами Т1 и Т2, как их называют российские чиновники) занималась Межведомственная комиссия по оказанию гуманитарной поддержки пострадавшим территориям юго-восточных районов Донецкой и Луганской областей Украины, которую возглавил замминистр экономического развития России Сергей Назаров. По сведениям РБК, в состав Комиссии вошли представители всех ведомств на уровне замминистра, которые занимались практически всеми вопросами развития экономики самопровозглашенных республик. Журналисты РБК писали, что большая часть поставок в ЛДНР и вывоз их продукции шли по «неформальным схемам», и в их согласовании также участвовало российское правительство.
В сентябре 2015 года ДНР и ЛНР заявили о переходе в российскую рублевую зону.
В январе 2016 года немецкое издание Bild на основе собственного расследования заявило, что «Россия тратит на Донбасс около 1 млрд евро в год». По утверждениям журналистов, Россия тратила деньги на зарплаты и соцобеспечение жителей, а также на плату за газ, бензин, нефть, продукты питания, гуманитарную помощь и боеприпасы. Издание также приводило слова командира батальона сепаратистов «Восток» Александра Ходаковского, который утверждал, что «бюджет Донбасса на 70 процентов состоит из российской матпомощи». При этом журналисты утверждали, что российские власти для переводов финансовых средств в Донбасс использовали банки самопровозглашенных республик Абхазии и Южной Осетии.
В феврале 2017 года Россия признала выдаваемые сепаратистами документы удостоверяющие личность, включая паспорта; документы об образовании; свидетельства о рождении, перемене имени, о смерти; свидетельства о регистрации транспортных средств и их номера. При этом российскими властями подчеркивалось, что «хотя Россия и признает документы самопровозглашенных ДНР и ЛНР, она продолжает считать эти территории „отдельными районами Донецкой и Луганской областей Украины“», при этом заявлялось, что признание документов ЛДНР — временная мера, принятая «из гуманитарных соображений» и которая будет действовать до «урегулирования конфликта на востоке Украины».
В апреле 2019 года российский президент Владимир Путин издал указ об упрощенной процедуре получения российского гражданства для жителей «отдельных районов Донецкой и Луганской областей Украины». По мнению опрошенных службой Би-би-си экспертов, такой шаг российских властей был сигналом новоизбранному президенту Владимиру Зеленскому, чтобы тот подготовил «некий пакет уступок» для переговоров с Россией, а паспортизация жителей ДНР и ЛНР означала формальное присоединение непризнанных республик Донбасса к России, но «не за счет территорий, а за счет людей». Украинская власть назвала раздачу российских паспортов в Донбассе «нарушением международных норм» и заявила о том, что эти паспорта не будут признанными. Глава МИД Украины Павел Климкин заявил, что указ «о выдаче паспортов на оккупированных украинских территориях продолжением агрессии и вмешательства в наши внутренние дела». Украинский политолог Тарас Березовец заявил, что аналогично «Путин раньше поступил в отношении жителей Приднестровья, Абхазии и Южной Осетии. Теперь любые действия в зоне ООС Кремль может трактовать как акт агрессии в отношении российских граждан. И значит, в любой момент можно повторить прецедент с Грузией, который привёл к войне 8.8.8.». В мае 2021 года представители Евросоюза расценили ускоренную паспортизацию региона как попытку России де-факто интегрировать непризнанные республики Донбасса в свой состав.
Летом 2020 года жители ДНР и ЛНР, получившие российские паспорта, голосовали за поправки к российской Конституции, а в сентябре 2021 года российские власти впервые привлекли жителей подконтрольной сепаратистам части Донбасса к выборам в российскую Госдуму. На голосовании проголосовали десятки тысяч жителей, большинство из которых организованно привозили в соседнюю с украинским Донбассом Ростовскую область, а некоторым избирателям выдавали российские паспорта прямо перед голосованием; часть жителей сепаратистских республик проголосовала с помощью электронного голосования. В 2021 году в подконтрольном сепаратистам Донбассе начали оформлять российские СНИЛС и ОМС, необходимые для получения российских пенсий и льгот.
В ноябре 2021 года на фоне концентрации войск России на границе с Украиной в ходе российско-украинского кризиса российский президент Владимир Путин издает указ о допуске товаров из ДНР и ЛНР на российский рынок, включая тендеры на государственные закупки и закупки на муниципальном уровне. Опрошенные изданием Deutsche Welle эксперты назвали этот акт российских властей очередным шагом к «ползучей аннексии» ДНР и ЛНР. В декабре 2021 года лидеры ЛНР и ДНР Леонид Пасечник и Денис Пушилин получили партбилеты российской партии власти «Единая Россия»; партбилеты им вручил председатель партии Дмитрий Медведев. Вскоре после этого Денис Пушилин заявил, что все жители ДНР получат российские паспорта.

#### Контроль России над вооруженными силами сепаратистов в Донбассе
В 2015 году Русская служба Би-би-си опубликовала интервью с россиянином Дмитрием Сапожниковым, который командовал отделением спецназа сил ДНР. Он заявлял, что «всеми операциями, особенно такими крупномасштабными, как „котлы“, руководят российские военные, российские генералы. Они создают планы совместно с нашими командирами».
В докладе Atlantic Council 2015 года отмечалось, что Россия, укрепляя свои силы на востоке Украины, одновременно пыталась убедить мир в том, что группировки, которые будут участвовать в будущих боях, являются «местными, законным образом созданными на территории Украины вооруженными формированиями, а не креатурой Москвы».
В мае 2018 года командующий Объединённым оперативным штабом Вооруженных сил Украины генерал-лейтенант Сергей Наев заявил, что «в действительности 1 и 2 армейские корпуса, созданные так называемыми ДНР и ЛНР, являются классическими российскими подразделениями, сформированными по штатам и уставам вооруженных сил РФ». Согласно заявлению украинского военного, эти «подразделения подчинены и находятся под контролем командования Южного военного округа» ВС РФ, входя в состав 8-й армии, откуда они и получают вооружение, боеприпасы, горюче-смазочные материалы, продовольствие. По заявлению Наева, все должности в формированиях ЛНР и ДНР, начиная от командира роты, были подчинены российским офицерам.

### Участие военных России в войне в Донбассе
Осенью 2014 года Россия и Украина создали Совместный центр контроля и координации режима прекращении огня и стабилизации обстановки на юго-востоке Украины. Центр проработал до декабря 2017 года, и он являлся единственным форматом участия российских военных в конфликте в Донбассе, который признавали власти РФ.

#### Доказательства участия российских военных в Донбассе
В докладе Atlantic Council 2015 года утверждалось, что командование приказывало российским военнослужащим замазывать опознавательные знаки на военной технике, снимать шевроны и нашивки с военной формы перед тем, как они отправлялись в Донбасс.
Участие целого ряда российских военных в войне в Донбассе расследователям удалось доказать по их фотографиям в социальных сетях. Например, американский журналист Саймон Островский благодаря фотографиям в социальных сетях одного из российских военных установил два подразделения российской армии, воевавшие в Донбассе.
В ходе выступлений на Мюнхенской конференции по безопасности в 2015 году и на заседании Совбеза ООН в 2017 году украинский президент Петр Порошенко демонстрировал военные билеты и паспорта российских военных. Порошенко в 2017 году в ходе заседания Совбеза ООН заявлял: «Российские слова, что „их там нет“ не имеют ничего общего с реальностью. Существуют многочисленные доказательства того, что Россия организует и спонсирует терроризм в Донбассе».

##### Захваченные российские военнослужащие
В ходе войны в Донбассе в украинском плену неоднократно оказывались российские военнослужащие. Российское командование заявляло, что эти военные были либо в «отпуске», либо ранее уволились из вооружённых сил, либо они «заблудились» на территории Украины.

#### Российские снайперские группы в Донбассе
По словам украинских военных, в первые годы войны в Донбассе ВСУ противостояли в основном российские снайперы. Однако с 2016 года появились штатные снайперы в Первом и Втором армейских корпусах ДНР и ЛНР, которых, по словам разведки ВСУ, обучали российские инструкторы. В то же время российские снайперские группы периодически продолжали «отрабатывать наиболее важные задачи» на линии фронта. Согласно заявлениям ВСУ, российские снайперы в Донбассе использовали разнообразное оружие, включая ОРСИС Т-5000, ОСВ-96, различные модификации винтовок Лобаева.
В 2020 году украинская сторона представила ОБСЕ материалы, которые, по её утверждению, доказывают деятельность российских снайперских групп в Донбассе. Представители Украины заявили, что к ним в распоряжение попало видео с нашлемной камеры одного из бойцов ЛНР, где зафиксировано снайперское оружие и снаряжение российского производства, которое никогда не состояло на вооружении у украинских силовых структур, однако которое используется спецслужбами РФ.
В начале 2021 года украинские силовики заявляли, что в Донбассе постоянно действует «10-12 групп профессиональных снайперов из России» общей численностью около 50 человек. При этом большинство боевых потерь ВСУ в Донбассе в этот период происходило именно из-за снайперского огня.

#### Спутниковые снимки российских войск в Донбассе
В конце августа 2014 года НАТО опубликовало спутниковые снимки, демонстрирующие участие российских войск в военных действиях в Донбассе. В частности, были запечатлены российские самоходные артиллерийские подразделения, которые двигались колонной по сельской местности, после чего заняли боевые позиции в районе Краснодона.
В сентябре 2015 года группа Bellingcat опубликовала отчёт, в котором рассказывалось о запечатлённых на спутниковых снимках следах тяжёлой техники, пересекавших российско-украинскую границу. Эти снимки были датированы июлем — сентябрём 2014 года. В отчёте также приводились снимки российской военной техники, размещённой на российской территории вблизи вблизи границы с Украиной, а также снимки перемещения российской военной техники по дорогам в сельской местности России вблизи тех точек российско-украинской границы, где были обнаружены следы тяжёлой техники.
В докладе Atlantic Council 2015 года отмечалось, что российские официальные лица занимались отрицанием фактов, доказывающих участие России в войне в Донбассе. Так, в 2014 году российский министр иностранных дел Сергей Лавров называл спутниковые фотографии, показывающие
вторжение российский войск на Украину, «просто картинками из компьютерной игры».

#### Полигоны российской армии вблизи границы с Украиной
Эксперты Atlantic Council отмечали, что спустя несколько дней после аннексии Крыма вблизи границы с Украиной российская армия начала интенсивное строительство своих военных полигонов, большинство из которых находилось в Белгородской и Ростовской областях. Согласно данным западных аналитиков, эти полигоны служили пунктами сбора военной техники, которую Россия отправляла сепаратистам; откуда же российские солдаты отправлялись в восточную Украину. Информацию об этих объектах эксперты получали с помощью спутниковых снимков, а также из социальных сетей военнослужащих.
В качестве примера аналитики Atlantic Council приводили полигон «Кузьминский», расположенный в Ростовской области в 46 км от украинской границы, на котором размешалась техника 5-й танковой бригады, сыгравшей ключевую роль в боях за Дебальцево.
Некоторые из этих полигонов использовались как пункты постоянной дислокации артиллерии, которая летом 2014 года с российской территории обстреливала украинские силы в Донбассе.
В августе 2014 года представители НАТО заявляли, что «российские части, расположенные вблизи украинской границы на территории России, оказывают поддержку боевым подразделениям, действующим внутри Украины, в рамках единой стратегии, направленной на дестабилизацию этой страны».

#### Обстрелы территории Украины российской армией (2014)
Летом 2014 года Пограничная служба Украины и СНБО сообщили о более чем 120 обстрелах украинской территории со стороны России, что полностью отрицалось российским руководством. В сентябре 2014 года наблюдатели миссии ОБСЕ в Донбассе впервые зафиксировали обстрел Украины со стороны России мелко- и крупнокалиберными орудиями.
11 июля 2014 года произошёл ракетный удар по украинским силам в районе населённого пункта Зеленополье Луганской области, расположенного в шести километрах от границы с Россией. Атака произошла в рамках действий России и поддерживаемых ею сепаратистов по захвату контроля над российско-украинской границей в Донбассе. Российские войска обстреляли украинские войска с территории РФ. Представители украинских властей заявляли, что эта атака «была первым массированным применением регулярных войск РФ против Вооруженных сил Украины». В ходе атаки под Зеленопольем российские силы эффективно сочетали беспилотники для корректировки артиллерийского огня, кибератаки на украинские средства коммуникаций и использование систем РЭБ с нанесением ударов с помощью ствольной и реактивной артиллерии.
В июле 2015 года аналитики Atlantic Council в своём докладе приводили в качестве примера действий России приводили обстрелы Украины из-под окрестностей российского города Гуково. 17 июля 2014 года на сервисах YouTube и Вконтакте появились несколько видео, на которых был заснят обстрел из РСЗО. Было установлено, что этот обстрел произошёл 16 июля 2014 года в окрестностях Гукова. С помощью анализа видео было определено место запуска ракет РСЗО, установлено направление стрельбы и примерное расстояние до цели. Вскоре после обстрелов российский журналист прибыл в Гуково и посетил ранее установленные места запусков ракет, где обнаружил явные следы деятельности военных, включая значительное количество изпользованных 122 мм артиллерийских гильз, которые используют системы «Град» и «Торнадо».
В июле 2016 года бельгийская правозащитная организация International Partnership for Human Rights опубликовала доклад, в котором рассказывалось об обстрелах Украины российскими военнослужащими с территории России ряда населённых пунктов в Луганской области из ствольной и реактивной артиллерии летом — ранней осенью 2014 года. В рамках исследования российских обстрелов Украины эксперты IPHR лично посетили пострадавшие населённые пункты, взяв показания у 45 человек — пограничников и местных жителей. Также они лично осматривали воронки от взрывов, чтобы определить направление огня по форме кратера или видимому углу вхождения снаряда. Помимо это, в рамках исследования изучались спутниковые снимки, фото российских военнослужащих в социальных сетях, которые они размещали в соцсетях с геотегом Тарасовского района Ростовской области, на которых изучались запечатлённые колонны техники, направление разворота стволов артиллерийских орудий и иные детали. Эксперты анализировали и видеозаписи и фото, сделанные жителями
пострадавших районов Луганской области из своих домов, а также вообще все их посты в соцсетях за изучаемый период, ведь, как отмечали исследователи, «даже просто отчаянный нецензурный пост о том, что, например, „стреляют уже двое суток“», мог оказаться важным доказательством.
В декабре 2016 года группа расследователей Bellingcat опубликовала свой доклад, в котором утверждалось, что ими на основе спутниковых снимков было установлено 149 случаев обстрелов украинской территории со стороны России летом 2014 года.

#### Российские системы ПВО в Донбассе
В начале войны в Донбассе Украина активно применяла свою военную авиацию. Хотя ВВС Украины имели множество проблем, вызванных десятилетиями постсоветской халатности, однако они смогли начать наносить чувствительные потери силам сепаратистов и способствовали наступлению украинских сил. В ответ Москва начала тайные поставки в Донбасс систем противовоздушных вооружений малой и средней дальности. К концу июля 2014 года Украина понесла тяжелые потери в авиации, потеряв 18 военных самолётов и вертолётов, при этом погибло около 80 человек, после чего использование Украиной своей авиации в Донбассе практически прекратилось.
В сентябре 2014 года немецкое издание Bild со ссылкой на источники в немецкой разведке писало, что сепаратисты на Украине вооружены новейшими российскими системами ПВО. Также сообщалось, что сепаратисты проходили обучение частично на российской территории.
В апреле 2015 года США обвинили Россию в размещении систем ПВО на востоке Украины.
В мае 2015 года сообщество InformNapalm заявляло об обнаружении в Донбассе российского комплекса управления ПВО Барнаул-Т, а также комплекса Тор-М1.
В октябре 2021 года Украина впервые применила в Донбассе беспилотник Bayraktar TB2, после чего ряд российских военных экспертов заявил, что у ЛНР и ДНР нет средств противодействия этому оружию. При этом российский военный обозреватель Виктор Мураховский в октябре 2021 года отмечал, что нельзя исключать появления у сепаратистов в Донбассе средств противодействия «Байрактарам», так как «что там в шахтах Донбасса хранится, никто не знает».
В январе 2022 года издание Forbes писало, что ЛНР и ДНР с помощью России создали два дивизиона ПВО с десятками ПЗРК «Игла» и зенитными комплексами «Стрела», «Тунгуска», «Тор» и «Оса».

#### Катастрофа Boeing 777 в Донецкой области
17 июля 2014 года гражданский лайнер Boeing 777 компании Malaysia Airlines совершал плановый рейс MH17 по маршруту Амстердам — Куала-Лумпур, однако потерпел крушение, развалившись в воздухе на большой высоте. Погибли все 298 человек на борту, из них 193 были подданными Нидерландов.
В июле 2014 года Украина заявила, что этот гражданский самолёт был сбит системой «Бук», прибывшей из России. Сепаратисты отрицали свою причастность к катастрофе, однако за несколько недель до катастрофы Боинга в СМИ появлялась информация о том, что сепаратисты могли захватить украинские системы «Бук» на территории одной из частей ВСУ, что не отрицали представители ДНР, а в конце июня российские государственные СМИ сообщали, что «„Буки“ будут защищать небо над Донецком». Вместе с тем Украина отрицала захват сепаратистами исправных систем «Бук». На экстренном заседании Совбеза ООН по поводу случившейся катастрофы американская постпред США при ООН Саманта Пауэр заявляла: «комплекс „Бук“ слишком сложен, поэтому очень сомнительно, что сепаратисты смогли бы им управлять без помощи специалистов. Мы не исключаем, что такая помощь могла предоставляться российским военным персоналом». При этом один из лидеров сепаратистов Андрей Пургин заявлял: «Эти обвинения в отношении нас бессмысленны даже в той части, что боевой расчет системы „Бук“ состоит не менее чем из четырёх, а то и восьми машин, которые выполняют различные действия по поддержке ракетного комплекса. В свою очередь экипаж этой системы в обязательном порядке — высококвалифицированные и специально обученные специалисты. Ополченец же, который вчера был шахтёром, а сегодня с оружием в руках защищает свою землю, знаниями и навыками для работы на таком сложном устройстве не обладает».
В сентябре 2014 года журналисты Би-би-си приводили слова очевидцев, которые говорили, что видели экипаж «Бука» в подконтрольном сепаратистам городе Снежном летом 2014 года: «Хорошо дисциплинированные, в отличие от ополченцев, и они не были одеты в стандартную камуфляжную форму украинской армии, которую носят и правительственные войска, и сепаратисты»; «Они говорили на чистом русском языке. Они произносят „г“ по-другому».
13 октября 2015 года Совет по безопасности Нидерландов опубликовал свое расследование обстоятельств гибели рейса МН17, согласно которому он был сбит зенитной управляемой ракетой «9М38-й серии» зенитно-ракетного комплекса «Бук». В своем расследовании Совет по безопасности Нидерландов рассмотрел все возможные версии, начиная от попадания в самолёт метеорита или сошедшего с орбиты космического аппарата, до атаки лайнера другим самолётом, однако все эти версии после изучения были отвергнуты как несостоятельные.
В 2017 году расследовательская группа Bellingcat опубликовала доклад, составленный на основе записей в социальных сетях и спутниковых снимков, в котором утверждала, что зенитно-ракетный комплекс «Бук», из которого был сбит малайзийский Boeing, принадлежал российской 53-й зенитно-ракетной бригаде. Также в 2017 году Bellingcat опубликовала доклад «Идентификация Хмурого», в котором расследователи идентифицировали личность военного с позывным «Хмурый», который контролировал транспортировку в Донецкую область Украины «Бука».
После катастрофы пять государств — Австралия, Бельгия, Малайзия, Нидерланды и Украина — создали совместную Объединённую следственную группу (JIT) для расследования произошедшего. Эксперты JIT также пришли к выводу, что малайзийский Boeing 777 был сбит ракетой серии «9М38», выпущенной из «Бука». В мае 2018 года следователи JIT заявили, что сбил Boeing «Бук» 53-й бригады ПВО РФ, который после катастрофы самолёта был возвращён в Россию. 19 июня 2019 года JIT предъявила обвинения в причастности к уничтожению рейса МН17 четырём подозреваемым: трём гражданам России — Игорю Гиркину («Стрелков»), Сергею Дубинскому («Хмурый»), Олегу Пулатову («Гюрза») — и одному гражданину Украины (Леониду Харченко («Крот»)).
9 марта 2020 года начался уголовный судебный процесс по делу MH17 в Гааге. 17 ноября 2022 года суд в Нидерландах по делу MH17 вынес приговор, согласно которому крушение гражданского лайнера 17 июля 2014 года в Донецкой области произошло в результате запуска ракеты из российского зенитно-ракетного комплекса Бук в районе украинского села Первомайское, которое в тот момент контролировали силы самопровозглашённой ДНР. Суд признал виновными троих из четверых обвиняемых по этому делу: Игоря Гиркина, Сергея Дубинского и Леонида Харченко, заочно приговорив их к пожизненному заключению.
При этом суд пришёл к выводу, что ДНР в тот момент полностью подчинялась России. Суд в Гааге установил, что руководство ДНР в момент катастрофы Боинга получало приказы из Москвы, в частности, суд отмечал постоянные контакты действовавшего на тот момент главы ДНР Александра Бородая и тогдашнего советника президента РФ Владислава Суркова. Суд пришёл к выводу, что на территории, где произошла катастрофа «Боинга», к тому моменту разгорелся международный конфликт, хотя Россия и не признавала своего участия в нём. Суд установил, что российская сторона пошла навстречу просьбам о передаче ЗРК «Бук» силам ДНР.
В феврале 2023 года Объединённая следственная группа заявила, что считает российского президента Владимира Путина лично ответственным за катастрофу, так как, по мнению следователей, он лично одобрил поставки ПВО на территорию Украины.
Россия отрицала свою причастность к катастрофе и обвиняла в ней украинских военных. Российские провластные СМИ по поводу катастрофы выдвигали множество противоречащих друг другу версий, однако все они оказывались дезинформацией и фейками. Суд в Гааге проверил множество альтернативных версий катастрофы «Боинга», однако все они были отвергнуты судом как несостоятельные.

##### Решение Суда Европейского союза по иску компании «Алмаз-Антей»
В мае 2015 года российская компания «Алмаз-Антей», производящая в том числе комплексы «Бук», подала иск в Суд Европейского союза с целью потребовать от Европейского союза компенсации ущерба от санкций, введенных ЕС против компании в июле 2014 года после катастрофы Boeing 777 в Донецкой области. В октябре 2015 года компания потребовала в суде также компенсировать ей затраты на проведение экспериментов, моделирующих катастрофу малайзийского «Боинга», сумму затрат «Алмаз-Антей» оценил в 10 миллионов рублей.
25 января 2017 года Суд Европейского союза подтвердил санкции против компании, придя к выводу, что «Алмаз-Антей» совершал «реальные действия, подорвавшие территориальную целостность, суверенитет и независимость Украины». В своем решении суд отмечал, что Совет ЕС представил достаточные свидетельства того, что Россия отправляет оружие сепаратистам в Донбассе.

#### Обстрел микрорайона Восточный в Мариуполе 24 января 2015 года
24 января 2015 года произошёл обстрел микрорайона Восточный в Мариуполе, в результате которого погиб 31 человек. Город находился под контролем Украины. Обстрел произошёл на фоне резко усилившихся в январе 2015 года боёв между сепаратистами и украинскими силами.
Украина обвинила сепаратистов в обстреле, заявив, что «террористы знали, что в направлении обстрела расположены жилые кварталы Мариуполя и дислоцируется большое количество мирного населения». Председатель СНБО Александр Турчинов заявил, что «кровь этих людей, как и многих других украинцев, лежит непосредственно на президенте Российской Федерации Путине, приказы которого реализуют кровавые преступники». Представители ДНР отвергли обвинения в обстреле Мариуполя, назвав их «откровенной дезинформацией», и заявили, что «силы ополчения вообще не открывали огня в направлении Мариуполя, тем более по жилым кварталам».
В отчёте Специальной мониторинговой миссии ОБСЕ в Украине от 24 января 2015 года было установлено, что обстрел Мариуполя был проведён с территории, подконтрольной сепаратистам. 3 февраля 2015 года Human Rights Watch опубликовала доклад, в котором также пришла к выводу, что огонь по городу был открыт с восточного направления, с территории, которую контролировали силы ДНР, заявив, что не исключена ответственность за произошедшее «пророссийских ополченцев». В докладе также отмечалось, что глава ДНР Александр Захарченко 24 января объявил о наступлении на Мариуполь, а затем опроверг собственные слова.
В мае 2018 года группа Bellingcat заявила о результатах своего расследования, основанного на аудио- и видеоданных, полученных от СБУ. По данным Bellingcat, за день до обстрела Мариуполя из России на Украину переправили две батареи РСЗО, которые утром 24 января развернули в окресностях села Безымённое с целью обстрела Мариуполя, а после обстрела их вернули в Россию. В Bellingcat назвали имена конкретных российских офицеров, которые, по словам группы, на разных уровнях командовали батареей РСЗО. СБУ подтвердила данные Bellingcat и заявила, что с «территории России операцией руководил начальник ракетных войск и артиллерии Южного военного округа генерал-майор Степан Ярощук». По данным СБУ, в обстреле были задействованы подразделения 200-й Печенгской отдельной мотострелковой бригады и 2-й Гвардейской Таманской мотострелковой дивизии.
Согласно Bellingcat, одной из основных версий обстрела из «Градов» по жилому району была ошибка, которую эксперты сравнивали с той ошибкой, которая предположительно привела к уничтожению малайзийского «Боинга» летом 2014 года. Аналитики Bellingcat предположили, что одной из настоящих целей обстрела мог быть украинский блокпост, располагавшийся в километре от ближайших жилых домов, подвергшихся обстрелу.

#### Решение ростовского суда (2021)
В ноябре 2021 года Кировский районный суд Ростова-на-Дону приговорил к пятилетнему заключению менеджера петербургского ООО «Технология» Вячеслава Забалуева по обвинению во взяточничестве. В приговоре суда указывалось, что осуждённый «в 2019 году поставил под угрозу поставки продовольствия для российских военнослужащих в самопровозглашённых ДНР и ЛНР». Согласно материалам дела, в должностные обязанности обвиняемого входили закупка и продажа продовольствия, которое «предназначалось для отправки со склада „Технологии“ в воинские части вооружённых сил РФ, дислоцирующихся на территории ДНР и ЛНР». По версии обвинения, он являлся посредником по передаче взятки между руководством регионального представительства «Технологии» и главным санврачом Центра санэпидемнадзора Южного военного округа.
Согласно материалам суда, один раз в две недели осуществлялись поставки продовольствия в ДНР и ЛНР из России. Там формировали колонну из более чем 70 машин грузоподъёмностью около 40 тонн, общий объём каждой партии составлял более 1300 тонн груза. В судебном решении отмечалось: «В ассортимент поставляемого продовольствия входили мука, консервы, свежие овощи. Суммарная стоимость продовольствия на одну поставку составляла более 130 миллионов рублей». Из материалов суда следует, что поставки проходили как минимум в 2018—2019 годах. По приблизительным оценкам Радио Свобода, такого объёма поставок хватило бы для обеспечения 26 тысяч человек. Обвиняемый Забулаев рассказал, что «каждый водитель получал за рейс 65-80 тысяч рублей в связи со сложностью и опасностью маршрута». По его словам, на границе, «с грузовиков снимали номера госрегистрации, водители отдавали документы и под охраной принимающей стороны следовали к месту разгрузки».
Вскоре после того, как о этом деле написали СМИ, все сведения об этом деле исчезли с сайта Кировского райсуда Ростова-на-Дону. В суде изданию РБК заявили, что этот приговор действительно существует, однако «там приведены показания подсудимого. В фабуле обвинения и в том, что признаёт суд, этого не говорится… Мы же не можем повлиять на его показания»; таким образом ответственность за фразы о российских военных в Донбассе в суде возложили на самого осуждённого, занимавшегося поставками питания. По словам опрошенных Русской службой Би-би-си юристов, «суд рассматривал не вопрос о пребывании военнослужащих где-то, а вопрос нарушения закона при поставках продовольствия. Если же суд не устанавливал, куда и кому отправлялись продукты, значит, он счёл это неважным и просто пересказал показания подсудимого». Однако, в то же время в приговоре говорится, что суд «тщательно проверял, оценивал и не счёл недостоверными показания осуждённого, в которых подробно описаны обстоятельства, связанные с его преступной деятельностью». Также журналисты Русской службой Би-би-си отмечали, что на сайте этого же Кировского райсуда был опубликован приговор начальнику осуждённого Забалуева. Дело начальника Забулаева рассматривалось Кировским райсудом в августе 2021 года, и хотя там не упоминался Донбасс, однако содержались показания, что Забалуев был назначен в феврале 2019 года «на должность ответственного за поставки продовольствия в войсковые части Вооружённых сил РФ, выполняющие специальные боевые задачи».
Украина расценила решение суда как доказательство участия России в войне в Донбассе. Пресс-секретарь МИД Украины Олег Николенко заявил, что «Кировский районный суд Ростова-на-Дону подписал России явку с повинной». Представитель Украины в трёхсторонней контактной группе по урегулированию ситуации в Донбассе Алексей Арестович заявил, что «решение российского суда определённо будет использоваться украинскими юристами». Арестович отметил, что политическая позиция Украины состоит в том, что «со стороны России продолжается вооружённая агрессия в Крыму и Донбассе», и в «международных судах Киев занимает позицию, согласно которой на востоке Украины продолжается международный военный конфликт, связанный с агрессией России».
Пресс-секретарь президента России Дмитрий Песков на вопрос о этом решении суда заявил: «Ну, наверное, речь идёт об ошибке тех, кто писал этот текст. Потому что это невозможно. Никаких вооружённых сил Российской Федерации на территории самопровозглашённых республик не было и нет. Вооружённые силы Российской Федерации есть на территории Российской Федерации. Гуманитарная помощь постоянно поставляется, вы знаете об этом. Она поставляется в эти республики. Эти республики остро нуждаются в этой помощи. Но ни о каких поставках, тех, которые вы процитировали, речи идти не может. Это ошибка тех, кто составлял этот документ».

### Российское вооружение и техника в Донбассе

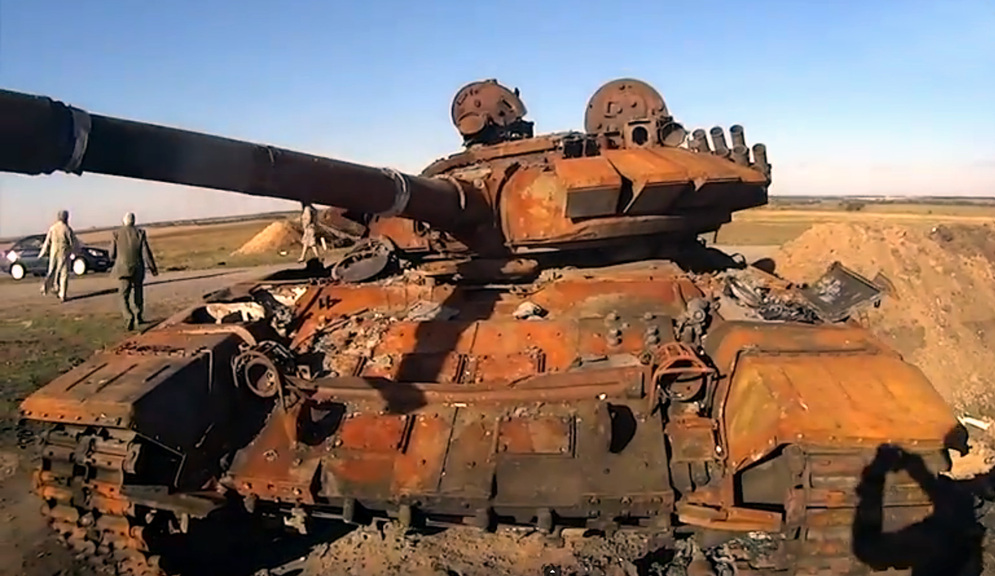
Сгоревший под Старобешевом в 2014 году редкий российский Т-72БА

В ноябре 2014 года британский государственный министр по делам Европы Дэвид Лидингтон в статье для украинского издания Европейская правда писал: «Кремль отправил в Украину сотни военных, собрал тысячи на границе и обеспечивает своих марионеток на востоке оружием и танками в неограниченном количестве. Это не предположение, это факт». При этом он отмечал: «В нашем распоряжении есть спутниковые снимки, фотографии от людей на местах, отчеты миссии ОБСЕ и рассказы очевидцев. Попытки России опровергнуть это просто не вызывают никакого доверия».
В мае 2015 года в докладе «Путин. Война» отмечалось, что «идентификация техники, которая поступает на вооружение сепаратистов из частей армии РФ, осложняется тем, что и российская, и украинская армии используют в основном старое советское вооружение и военную технику», а «смена маркировки и номерных знаков зачастую ликвидирует возможность доказать причастность техники к вооруженным силам РФ», однако «даже несмотря на это, доказательств отправки российского вооружения в Донбасс более чем достаточно».
К январю 2022 года Россия продолжала публично поддерживать ДНР и ЛНР, однако поставок сепаратистам оружия и боеприпасов открыто не признавала. Военные эксперты неоднократно подчеркивали то, что сепаратисты в Донбассе имели хорошее военное снаряжение, их бронетехника была отремонтирована, у них имелось достаточно топлива и они имели возможность обстреливать украинские подразделения с помощью оружия разных калибров, при этом ничто не указывало, что сепаратисты боятся истощения своих запасов боеприпасов. В докладе «Путин. Война» отмечалось, что одна установка «Град» залпом выстреливает 36 снарядов, каждый из которых весит 56,5 килограммов, а общий вес боеприпасов для одного залпа составляет более 2 тонн, при этом обычно одна машина сопровождения берет полтора боезапаса; аналогичная ситуация с боеприпасами для танков, у которых вес одного боекомплекта — чуть более тонны, а в случае интенсивных боевых действий такой боекомплект расходуется за день. Эксперты также отмечали, что хотя на начальном этапе войны в Донбассе сепаратистам действительно удавалось захватывать украинскую военную технику, её количества было явно недостаточно, чтобы сформировать целые подразделения бронетехники.
В 2017 году на заседании Международного суда ООН в Гааге представитель МИД России Илья Рогачев об источниках вооружений у сил сепаратистов заявил: «Главный источник вооружения, оказавшегося у повстанцев — это запасы советских времен, которые были на территории Украины. Большая часть этих запасов была оставлена в шахтах Донбасса и оказалась у повстанцев», добавив, что «вторым источником вооружения стала сама украинская армия», утверждая при этом что «Россия не имеет отношения к поставкам вооружения в Донбасс». Генерал-полковник ВСУ в отставке Анатолий Лопата отмечал, что «в Донецкой и Луганской областях и в советские времена, и в независимой Украине никогда не было крупных военных соединений», поэтому «в регионе не было запасов современной техники». Спикер МО Украины полковник Андрей Лысенко в 2017 году заявлял: «Единственная шахта, где у нас в Донбассе до сих пор хранится оружие, это в Бахмуте. Но там только стрелковое оружие очень старых образцов». Лидер профсоюза горняков Донбасса Николай Волынко в 2017 году также заявлял, что хранить в угольных шахтах оружие невозможно, однако он говорил, что видел огромные арсеналы вооружений в меловых штольнях Бахмута, которые сепаратисты захватить не смогли. При этом Украина регулярно предъявляла доказательства того, что сепаратисты использовали новейшее оружие, которое имелось на вооружении только в российской армии.

#### Техника и тяжёлое вооружение

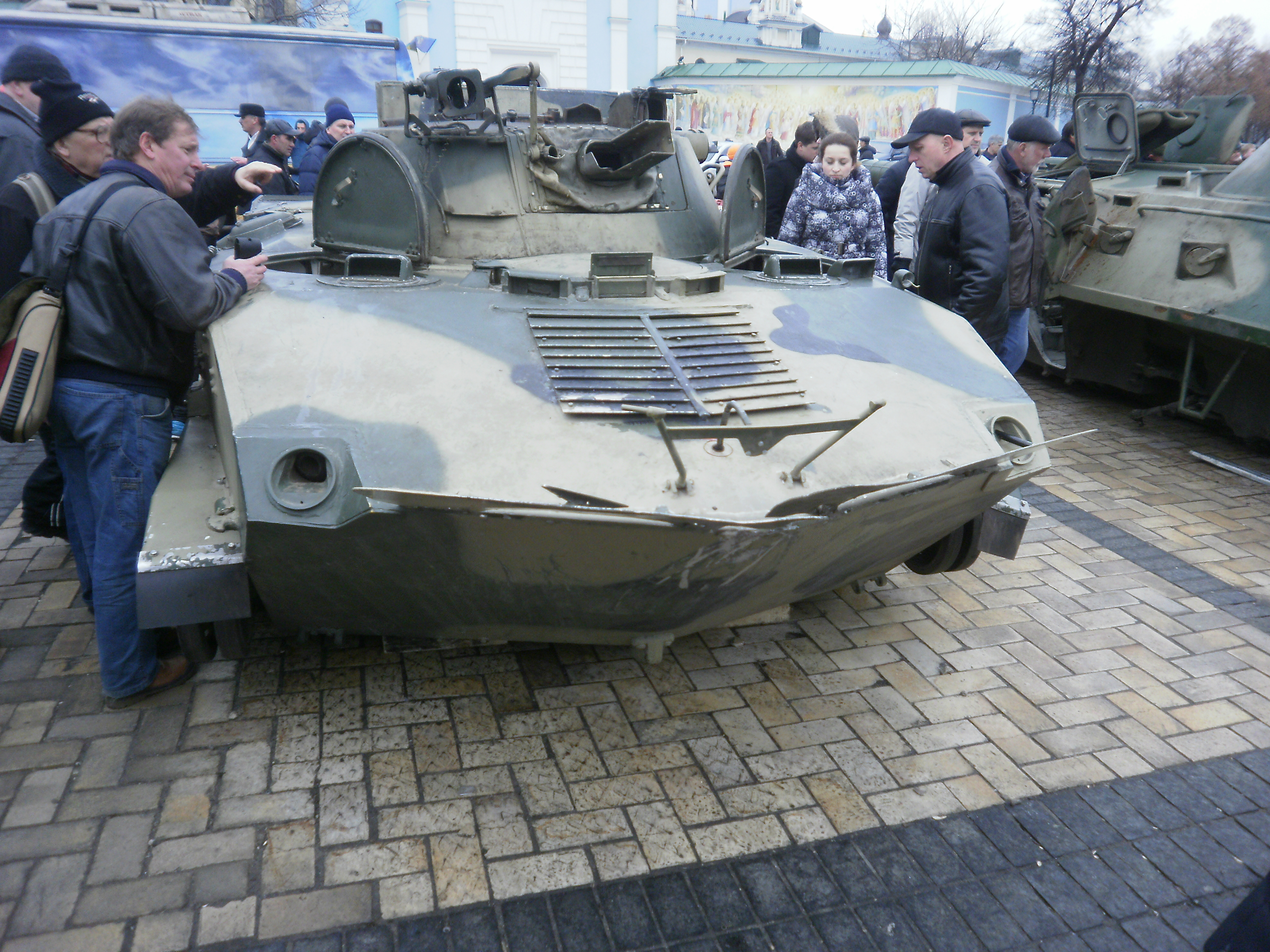
Предположительно российский БМД-2 на выставке в Киеве в 2015 году

Эксперты Atlantic Council в своем докладе 2015 года отмечали, что сепаратисты в Донбассе полагались на стабильные поставки оружия из России, в том числе танков, бронетранспортёров, артиллерийских
орудий, зенитно-ракетных комплексов. В своём докладе они приводили примеры задокументированных перемещений военной техники с российской территории в Донбасс, в частности, изучив путь одной из 2С19 «Мста-С», переброшенной на восточную Украину через Ростов-на-Дону, и БМП-2 с выведенной вручную надписью «Лавина», которую транспортировали в Донбасс через российскую Старую Станицу.
21 августа 2014 года украинская власть заявила о захвате БМД-2, которая, по словам военных Украины, принадлежала российской армии. Экипаж захваченной машины успел её покинуть. По словам украинских журналистов, в БМД-2 были обнаружены документы, в том числе журнал вечерней проверки, где были фамилии военнослужащих и номер военной части — В/Ч 74268 первой воздушно-десантной роты Псковской дивизии ВДВ России. Официальный представитель МО России Игорь Конашенков тогда заявил, что российская армия не использует документы такого образца уже около пяти лет, а БМД-2 имелись на вооружении ВСУ, однако блогеры быстро разыскали в социальных сетях профили людей, которые были перечислены в этом журнале.
В феврале 2015 специалисты Внешнеполитического института Финляндии обратили внимание, что в Комплексе мер по выполнению Минских соглашений среди перечисленных видов вооружений, которые нужно было отодвинуть от линии соприкосновения на 140 км, называлось РСЗО «Торнадо-С», находившееся на вооружении исключительно у российской армии, что, по мнению этих экспертов, доказывало участие России в конфликте в Донбассе.
Наблюдательная миссия ОБСЕ в Донбассе неоднократно сообщала об обнаружении вооружений, которые не находились на вооружении Украины, в частности, ТОС-1 «Буратино», 2Б26, Р-330Ж «Житель», «Град-К». Журналисты и эксперты обнаруживали в Донбассе такие использующиеся российской армией вооружения, как БТР-82AM, Т-72Б3, БМП-97, Панцирь-С1, КамАЗ-43269 «Дозор», РСЗО «Град» на шасси КамАЗ-5350, МТ-ЛБ ВМК, Т-90А.
В июле 2015 года беспилотники миссии ОБСЕ в Донбассе зафиксировали у сепаратистов 240-мм миномет 2С4 «Тюльпан». 2С4 — тяжелый советский самоходный миномет, выпуск которого производился до 1988 года. На вооружении независимой Украины эти минометы никогда не состояли. Однако к 2014 году 2С4 оставались на вооружении российской армии и использовались ею во второй чеченской войне. Эти системы использовались сепаратистами в 2014—2015 годах для ударов по терминалам луганского и донецкого аэропортов, которые обороняли украинские силы.
В 2016—2017 годах украинская группа InformNapalm заявляла, что идентифицировала в Донбассе такие образцы российской военной техники, как БТР-80 с лазерным прожектором и
оптическим прицелом Ростовского оптико-механического завода, 9С932-1 «Барнаул», КамАЗ-4350, 2Б16 «Нона-К», УР-77 «Метеорит», гаубицы Гвоздика. Активисты InformNapalm также заявляли об обнаружении у сил сепаратистов таких российских автомобилей, как ГАЗ-233014 «Тигр», ГАЗ-39371 «Водник», КамАЗ-43269, УАЗ-23632-148 «Есаул», КамАЗ-4350, КамАЗ-5350 «Мустанг», Урал-632301, Урал-43206.
По утверждениям украинской стороны, в феврале 2019 года в ходе одного из обстрелов в районе Светлодарской дуги был применён российский управляемый снаряд «Краснополь», обломки которого были продемонстрированы журналистам.
В августе 2019 года британская расследовательская группа Forensic Architecture опубликовала исследование, в котором собирались сведения об участии российских войск в битве под Иловайском, в частности, снимки российских военных колонн в Донбассе и видео с танком Т-72Б3, который тогда состоял на вооружении исключительно у российской армии. Для сбора информации исследователи с помощью машинного обучения изучили около 2500 часов видео боёв под Илловайском, которые были размещены на YouTube.

#### Системы радиоэлектронной борьбы
В январе 2015 года миссия ОБСЕ в Донбассе обнаружила в распоряжении сепаратистов РЛС «Аистёнок», а в 2019 — ПСНР-9 Кредо-М1.
В июле 2018 года миссия ОБСЕ в Донбассе обнаружила сразу 4 типа новейших российских систем радиоэлектронной борьбы: «Леер-3» РБ-341В, 1Л269 «Красуха-2», РБ-109A «Былина», «Репеллент-1». По мнению группы Bellingcat, использование Россией новейшей техники в Донбассе указывало на приоритетность противодействия украинским силам для российских властей. Эти системы использовалось для противодействия украинской авиаразведке, ведения информационной войны вроде рассылки солдатам ВСУ СМС-сообщений с текстами наподобие «за кого ты воюешь» и «тебя предали», глушения средств связи у украинских военных, определения, радиоперехвата, определения местоположения украинских сил и корректировки артиллерийского огня, спуфинга.
При этом СММ ОБСЕ в Украине неоднократно сообщала о попытках заглушить их беспилотники, наблюдавшие нарушения Минских соглашений на неподконтрольной украинским властям территории, и, по мнению группы Bellingcat, новейшие российские системы радиоэлектронной борьбы были предназначены и для борьбы с беспилотниками миссии ОБСЕ. В июле 2019 года представители украинского полка «Азов» заявили, что в районе Горловки ими был уничтожен российский комплекс «Зоопарк-1», при этом журналисты отмечали, что в апреле 2019 года в этом же районе комплекс «Зоопарк-1» фиксировала наблюдательная миссия ОБСЕ.
В марте 2019 года миссия ОБСЕ в Донбассе зафиксировала на подконтрольной сепаратистам территории новейший российский комплекс радиоэлектронной борьбы «Тирада-2», который на тот момент даже не был поставлен на вооружение ВС РФ. Эксперты InformNapalm предполагали, что «Тирада-2» использовалась для попыток противодействия американскому стратегическому дрону RQ-4 Global Hawk, который периодически использовался для мониторинга ситуации в Донбассе.
В июне 2019 года миссия ОБСЕ в Донбассе обнаружила в подконтрольной сепаратистам Кадиевке российскую станцию помех Р-378А «Тобол», а ВСУ в том же месяце заявляли об уничтожении в Донбассе российских комплексов радиоэлектронной разведки «Торн-МДМ».
В июле 2019 года ЕС призвал Россию «прекратить поставки поддерживаемым ею вооруженным формированиям в Донбассе высокотехнологичного оборудования» для радиоэлектронной борьбы.
Представители ВСУ и эксперты InformNapalm заявляли, что в Донбассе также использовались ПСНР-8М, РП-377ЛА «Лорандит», «Шиповник-АЭРО», РБ-531Б «Инфауна», СПР-2М «Ртуть-БМ», РБ-301Б «Борисоглебск-2», Р-934УМ, Р-381Т «Таран», РБ-636В «Свет-КУ», СНАР-10М «Пантера», 1РЛ243 «Рубикон».
Таким образом, с 2014 года Россия получила возможность испытать в Донбассе в боевых условиях свои различные системы РЭБ. Россия в 2008—2009 годах проводила глубокие реформы в своих вооруженных силах, во многом опираясь на опыт войны в Грузии, в том числе прикладывая значительные усилия для совершенствования своих систем РЭБ, стремясь сократить разрыв в этой сфере с США, которые эффективно применяли РЭБ в ходе конфликтов на Балканах и на Ближнем Востоке в 90-х — начале нулевых. В ходе боев в Донбассе российские средства РЭБ оказывали значительное влияние на ход боевых действий. По некоторым данным, в период с 2015 по 2017 годы ВСУ из-за средств РЭБ потеряли около ста малых БПЛА.

#### Дроны

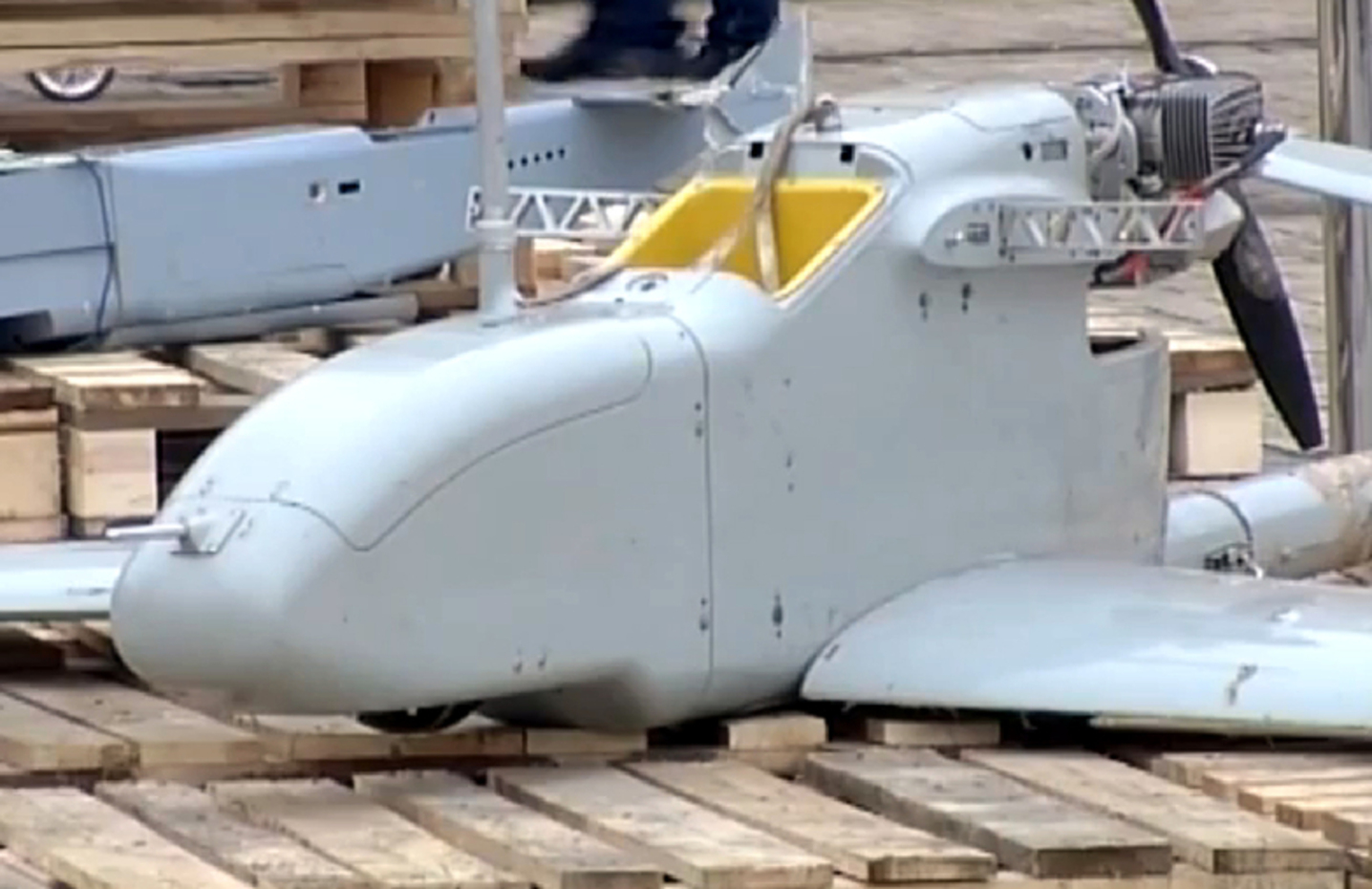
Российский БЛА «Гранат-4» на выставке в Киеве в 2015 году

Вооруженные силы Украины и до начала полномасштабной войны с Россией неоднократно заявляли о сбитых в Донбассе российских беспилотниках разных типов. Например, в апреле 2016 года представители СБУ заявили, что в районе Волновахи захватили беспилотник ZALA 421-04M, а в ноябре 2021 года штаб Операции объединённых сил заявил, что украинские военные с помощью средств радиоэлектронной борьбы принудительно посадили «Орлан-10» и показали фотоснимок захваченного дрона. По данным группы Bellingcat, с 2014 года российские беспилотники применялись в Донбассе для наведения артиллерии сил сепаратистов, при этом использовались такие дроны, как «Орлан-10», «Гранат-4», «Форпост». К ноябрю 2021 года украинская группа InformNapalm сумела идентифицировать в Донбассе такие российские дроны, как «Гранат-1», «Гранат-2», «Гранат-3», «Элерон-3», «Тахион», «Застава». В августе 2016 года глава СНБО Александр Турчинов заявлял, что в Донбассе действовали российские БПЛА Инспектор-601.
В феврале 2019 года немецкое издание Bild опубликовало расследование о том, как Россия в обход европейских санкций закупала в Германии винты для своих военных беспилотников, которые потом украинские силы сбивали в Донбассе.

#### Лёгкое вооружение
По данным издания The Insider, весной — летом 2014 года оружие к сепаратистам поступало из трех основных источников: 1) оружие, захваченное в апреле-июне при штурмах управлений и отделов СБУ, МВД, частей Национальной гвардии, Министерства обороны, Пограничной службы в Луганской и Донецкой областях; 2) вооружение, захваченное в боях с украинской армией и Национальной гвардией; 3) вооружение, переданное Россией. При этом Россия поставляла сепаратистам в Донбассе в основном устаревшее вооружение времен СССР. В качестве примеров российских поставок журналисты приводили информацию о том, что после неудачной для сепаратистов попытки атаки на пограничный пункт пропуска «Мариновка» в Донецкой области на месте боя был обнаружен ящик от ПЗРК «Игла» с упаковочным листом внутри, из которого следовало, что ящик с ПЗРК хранился с 2001 года в военной части противовоздушной обороны Вооруженных сил РФ № 33859, дислоцированной в городе Ейске Краснодарского края; также в 2014 году в Славянске бойцы украинской Нацгвардии обнаружили ящики с патронами, которые, согласно данным упаковочных листов, ранее хранились на складе 719-й артиллерийской базы, размещенной в городе Тихорецке Краснодарского края.
В опубликованном в ноябре 2014 года докладе военной консалтинговой компании ARES говорилось, что «большинство образцов вооружений, боеприпасов и техники, которые находятся в руках у пророссийских сепаратистов, могло быть получено на Украине», при этом отмечалось, что у противников украинских властей весной 2014 года «часто встречались образцы гражданского стрелкового оружия, такие как охотничьи ружья и даже самодельное оружие», а также оружие времен Второй мировой войны вроде ППШ-41, ППС-43 и винтовки Мосина. Однако в докладе отмечалось использование сепаратистами российского ручного пулемёта «Печенег», ручных гранатометов МРО-А и РПО-А и другого вооружения, которое не находилось на вооружении украинской армии. Также в докладе ARES говорилось об обнаруженных в Донбассе выстрелов к ручному противотанковому гранатомету РПГ-7, маркировка которого гласила, что они произведены на Заводе имени Дегтярева в российском Коврове в 2001 году.
В докладе Atlantic Council 2015 года отмечалось, что разнообразное стрелковое оружие, противотанковые управляемые ракеты, противопехотные мины российского производства, не состоящие на вооружении у украинских сил, неоднократно «всплывали» у сепаратистов в Донбассе. Так, сообщалось об обнаружении у сепаратистов в Донбассе снайперских винтовок АСВК, СВДМ, СВДС и «Винторез»; ПТРК 9К129 «Корнет»; РПГ-32 «Баркас»; противопехотных мин ПОМ-2; противотанковых мин TM-62П3; РМГ «Занос»; взрывного устройства НВУ-П «Охота»; подствольного гранатомета ГП-34. В марте 2017 года СБУ заявляла об обнаружении в Донбассе реактивного пехотного огнемета «Шмель» российского производства.
Представители украинских сил заявляли, что 6 июня 2014 года под Славянском из российского ПЗРК «Верба» был сбит Ан-30Б ВСС Украины. Также сообщалось о наличии у сепаратистов автоматов Калашникова «сотой серии»: АК-101, АК-102, АК-103.

##### Расследование CAR
В 2021 году команда Conflict Armament Research (CAR) опубликовала доклад об использованном сепаратистами в Донбассе оружии.
Эксперты CAR, изучив захваченное украинскими силами вооружение и амуницию бойцов ЛНР и ДНР, обнаружили множество признаков, указывающих на российское происхождение арсенала сепаратистов. В частности, в 2018 году эксперты CAR изучили польские ПЗРК GROM, обнаруженные на территории Украины. При этом ни Украина, ни Россия не закупали данный тип вооружения, однако в 2007 году около сотни таких установок закупила армия Грузии; по предположению экспертов, некоторые из этих установок могли захватить российские военные во время войны в Грузии в 2008 году; Mesko, польская компания-производитель Grom, подтвердила что эти комплексы были именно из тех, которые она поставляла Грузии в 2007 году.
Эксперты CAR разбирали оружие, анализировали каждый компонент и пытались отследить его происхождение. Они отмечали, что на большинстве оружия и техники сепаратистов были стёрты порядковые номера и откручены таблички с информацией о производителе, что, по мнению экспертов, имело целью скрыть происхождение этого вооружения; при этом часть маркировки оставалась — которая бы позволяла вести учёт этого оружия на местах, что говорило о организованном процессе уничтожения маркировки. Также специалисты CAR отмечали, что на большинстве техники «родные» детали, и это было признаком того, что вооружение ранее не использовалось, в противном случае на ней были бы следы ремонта, а даже если техника была старых образцов, она скорее всего длительное время хранилась на складах. Они подчёркивали, что обычно оружие, использующееся в конфликтах в разных уголках мира, часто меняет своих пользователей, однако в случае оружия сепаратистов в Донбассе это было не так. При этом в CAR отмечали, что часть оружия состояла на учёте украинских воинских частей в Крыму и после аннексии полуострова попала в Донбасс, а некоторое вооружение также были ранее на учёте ВСУ из других областей Украины, которое могло быть утеряно украинскими силами. Однако большая часть вооружений сепаратистов никогда не состояла на учёте у армии Украины. Также специалисты CAR изучили несколько сбитых украинскими силами дронов, практически все из которых оказались российского производства.
По мнению издания The New York Times, это расследование показало, что Россия систематически «раздувала» конфликт на востоке Украины поставками оружия и боеприпасов сепаратистам.

#### Оружие из Крыма в Донбассе
После российской аннексии Крыма на полуострове осталась техника и вооружение украинской армии, крымская группировка которой к 2014 году насчитывала около 20 тысяч человек. В марте 2014 года российский президент Владимир Путин поручил своему министерству обороны передать Украине вооружения и военную технику из крымских частей, которые не перешли на сторону армии России. После этого Россия начала передавать Украине вооружения и военную технику из Крыма, однако 15 апреля 2014 года российская сторона заявила, что приостанавливает этот процесс из-за начавшегося конфликта в Донбассе.
Однако в дальнейшем оружие из украинских частей Крыма неоднократно обнаруживалось у сепаратистов в Донбассе. Украинская военная разведка заявляла, что существовало два канала поставок оружия из Крыма в Донбасс: первый — морской, через акваторию Азовского моря в прибрежную зону Запорожской и Донецкой областей, а второй — через Керченскую переправу на российскую территорию, откуда через Ростовскую область оружие попадало в Донбасс. При этом Андрей Сенченко, бывший в 2014 году заместителем главы Администрации президента Украины, отмечал, что во время передачи вооружений из Крыма весной 2014 года Украина вообще не вывозила стрелковое оружие, которого и так был избыток у ВСУ, поэтому крымское оружие не могло стать трофеем сепаратистов после боев с украинскими силами в Донбассе.
В сентябре 2014 года российское издание РБК писало, что в личных беседах большинство сепаратистов Донбасса заявляло, что «хотя большая часть боевой техники трофейная, из России она тоже идет», а командир одного из подразделений батальона Оплот признавал, что к ним попадало оружие из Крыма.
В 2017 году Игорь Стрелков заявил, что во время действий в Донбассе «у нас было стрелковое оружие с украинских складов крымских: автоматы АК-74 и пистолеты ПМ».

### Иррегулярные российские силы

#### Российские добровольцы в Донбассе
В августе 2014 года глава совета министров ДНР Александр Захарченко заявлял: «Мы никогда не скрывали, что среди нас много россиян, без помощи которых нам бы пришлось очень трудно, сложнее было бы воевать». По словам Захарченко, на стороне сепаратистов воевали 3-4 тысячи российских «добровольцев». В ноябре 2014 года депутат Госдумы РФ от КПРФ, член Комитета по обороне Вячеслав Тетекин внес законопроект о предоставлении «добровольцам», воевавшим в Донбассе, статуса «участника боевых действий». Он заявлял, что через боевые действия в Донбассе на тот момент прошли 30 тысяч «добровольцев». Однако в последующие годы «добровольцы» Донбасса так и не получили официального статуса в России и каких-либо льгот. По мнению журналистов, предоставление российским ветеранам Донбасса официального статуса «фактически означало бы официальное признание российского участия в войне на Украине». Уже после полномасштабного вторжения на Украину, в ноябре 2022 года лидер фракции «Справедливая Россия» в Госдуме Сергей Миронов предложил признать ветеранами и инвалидами боевых действий «добровольцев» и военнослужащих ДНР и ЛНР, учувствовавших в боевых действиях с 2014 года.
В докладе Путин. Война отмечалось, что процесс привлечения и отправки добровольцев в Донбасс происходил на базе лояльных российской власти общественных организаций, таких как «Российский союз ветеранов» или казачьи сообщества. Отмечалось, что сборными пунктами для добровольцев зачастую становились военкоматы в российских городах. Анонимный «доброволец» в интервью «Новой газете» в августе 2014 года сообщал, что хотя размер выплат «добровольцам» колебался в разных отрядах, однако в среднем достигал 60 тысяч рублей рядовому бойцу в месяц. Согласно данным доклада Путин. Война, деньги на содержание бойцов поступали из российских фондов, которые наполнялись при содействии властей РФ. Срок своей «службы» определяли себе сами «добровольцы», однако минимальный срок «командировки» составлял один месяц.
Журналистам «Новой газеты» анонимный «доброволец» заявлял, что желающие отравится в Донбасс сначала проходили собеседование с сотрудниками ФСБ, после чего они отравлялись на сборный пункт в Ростове-на-Дону, где «добровольцы» сдавали все свои документы под подпись, чтобы ничего не выдавало их принадлежность к России, после чего бойцы проходили тренировки на полигоне в Ростовской области, получали униформу, оружие и технику и отправлялись в Донбасс. Он отмечал, что из-за слабой подготовки «добровольцев» они зачастую несли тяжелые потери в боях с украинскими силами. По его словам, наряду с «добровольцами» в Донбассе воевала и регулярная российская армия.
В июне 2014 года журналисты издания Русская служба Би-би-си в Ростове-на-Дону встречались с «Юрием» — координатором отправки добровольцев, желающих учувствовать в войне за Новороссию. Интернет-группа, которую он представлял, в тот момент занималась набором танкистов, пилотов вертолётов и людей, умеющих обращаться с ракетными пусковыми установками. Власти Украины называли эту площадку одним из главных сайтов по вербовке россиян, желающих воевать на стороне сепаратистов. При этом «Юрий» отрицал, что российские власти помогают добровольцам, в том числе он отрицал и поставки российских вооружений в Донбасс.
В сентябре 2014 года журналисты российского издания РБК писали, что социальные сети являются основным способом коммуникации для желающих отправиться воевать в Донбасс, при этом выйти на связь с координаторами «добровольцев» можно было и с помощью телефонов и электронной почты. Добровольцы должны были самостоятельно прибыть в Ростов-на-Дону, где они должны были выйти на связь с координаторами, а после их отвозили в Луганск или Донецк. Журналисты РБК вместе с очередной группой «добровольцев» проделали этот путь, в ходе которого они на автобусе пересекли участок российско-украинской границы, который на тот момент был подконтролен сепаратистам Донбасса. По прибытии в Донецк имена добровольцев заносились в компьютерную базу данных, после чего их распределяли по разным участникам фронта. При этом отмечалось, что, как правило, добровольцы заранее просят зачислить их в тот или иной батальон, например в «Восток», Кальмиус или «Спарту».
В январе 2015 года журналисты Радио «Свобода» писали, что существовало множество сайтов, содержащих подробные инструкции о том, как стать добровольцем для сил сепаратистов в Донбассе. Согласно этим инструкциям, желающий повоевать за Новороссию мог приехать в Донецк самостоятельно — и на сайтах объяснялось, каким транспортом и как добираться, на какие номера телефонов звонить и т. д. Был и альтернативный вариант — обратиться в центры по отправке добровольцев, которые регулярно отправляли в Донбасс желающих, при этом некоторые центры предоставляли возможность пройти двухнедельную подготовку. Журналисты издания издания Русская служба Би-би-си отмечали, что российские власти ничего не делали, ни чтобы заблокировать сайты, которые вербовали добровольцев на войну в Донбасс, ни чтобы закрыть их тренировочные лагеря, где они получали навыки пользования оружием, первой помощи и выживания в условиях вооруженного конфликта. Британский политолог Тарас Кузьо отмечал, что «в авторитарной России, где силовики контролируют телефонную связь, интернет и социальные медиа, невозможно вести веб-страницы для набора добровольцев в военные формирования, проводить тренировочные лагеря, оснащать и транспортировать боевиков за границу без ведома ФСБ».
В декабре 2014 года руководитель фонда ветеранов спецназа Свердловской области Владимир Ефимов, занимавшийся отправкой добровольцев в Донбасс, рассказал что те попадали в зону боевых действий с территории России в том числе в ходе грузовых перевозок с гуманитарной помощью.
В докладе Путин. Война заявлялось, что действовавшее законодательство РФ позволяло идентифицировать российских «добровольцев» в Донбассе как «наемников», ведь согласно статье 359 УК РФ, «наемником признается лицо, действующее в целях получения материального вознаграждения и не являющееся гражданином государства, участвующего в вооруженном конфликте или военных действиях, не проживающее постоянно на его территории, а также не являющееся лицом, направленным для исполнения официальных обязанностей». Однако в докладе отмечалось, что российские правоохранительные органы преследовали исключительно тех граждан РФ, которые воевали на стороне Украины.

##### Российское казачество
С конца 1980-х годов шёл процесс возрождения казачества в России. «Возрожденные» российские казаки участвовали в войнах в Приднестровье, Чечне и в Югославии.
В 2014 году российские казаки принимали участие в аннексии Крыма, а затем — в войне в Донбассе. Среди российских казачьих формирований наибольшее влияние приобрел Союз казаков области войска Донского, которым руководил Николай Козицын. К концу 2014 года это формирование контролировало около 80 % территории ЛНР. На подконтрольных казакам территориях устанавливались особые порядки, например практиковалось телесные наказания в виде публичной порки. Формирования Козицына отличались регулярными скандалами с контрабандой угля, мародерством и похищениями людей.
Однако осенью 2014 года между ЛНР и казачьими формированиями возник глубокий конфликт. Силы ЛНР провели «зачистку» территорий, подконтрольным казакам, и разоружили их формирования. Это сопровождалось перестрелками, в ходе которых были убитые и раненые. В результате конфликта Козицин покинул Донбасс, при этом он называл ЛНР бандформированием, обвиняя формирования ЛНР в убийствах и грабежах мирных граждан, и обещал разобраться с «республикой».
В декабре 2019 года Генеральная прокуратура Украины передала в Международный уголовный суд материалы, согласно которым бойцы Союза казаков области войска Донского совершили внесудебные казни девяти украинских военнопленных во время боев за Иловайск и под Дебальцевом.

##### Русские правые радикалы
События 2014 года внесли раскол в движении российских националистов. Сепаратистов в Донбассе поддержали такие организации русских националистов, как «Русское имперское движение», «Великая Россия», «Народное ополчение имени Минина и Пожарского», «Русский общенациональный союз». Эксперты «Совы» отмечали, что все эти группировки объединяло «представление о том, что конфликт на Украине имеет этнонациональный характер (русские Юго-Востока страны против украинцев Запада и Центра)». Также отмечалось, что с первых лет постсоветской эпохи российским национал-радикалам было присуще отрицание права Украины на существование. Для их идеологии был типичен имперский реваншизм и представление о русских как о «разделенной нации». Исследователи предполагали, что такие группы, как «Другая Россия», могли участвовать в войне в Донбассе по своей инициативе, тогда как другие группировки, вероятнее всего, — активно координировать российскими спецслужбами с целью разжигания конфликта на востоке Украины. Отмечалось, что ряд ультраправых российских активистов появился на Украине либо находясь в России в розыске, либо досрочно выйдя на свободу.
Исследователями отмечалась особая роль организации «РНЕ», сыгравшей важную роль в первые недели и месяцы эскалации конфликта в Донбассе в 2014 году. Лидер этого движения Александр Баркашов в конце февраля — начале марта 2014 года проехал с «инспекцией» по ряду областей Украины, а первый «народный губернатор Донецкой области» Павел Губарев в прошлом был активистом этой организации. В 2014—2015 годах в боях в Донбассе на стороне сепаратистов принимали участие такие российские организации, как ультранационалистический «Имперский легион» и неонацистская группировка ДШРГ «Русич».
Журналисты издания Русская служба Би-би-си отмечали, что множество российских добровольцев приехало на восток Украины «с целью восстановить Российскую империю, исповедующую православие и включающую в свой состав Украину и Белоруссию». Журналисты отмечали, что многие российские националисты поддерживали идею монархии, мечтая возродить порядки дореволюционной России.
Хотя российские правые радикалы сыграли важную роль в начале войны в Донбассе, однако процесс институционализации структур ДНР и ЛНР привел к утрате их значения. Целью носителей российской имперской идеи было «освобождение» от «бандеровцев» как минимум территории «Новороссии», а максимум — всей Украины. После того, как с помощью российских специалистов ДНР и ЛНР стали формировать свои относительно управляемые вооруженные силы, фронт стабилизировался и были заключены Минские соглашения, а руководство непризнанных республик Донбасса стало заниматься монополизацией собственной власти, российские радикалы стали мешать и элитам сепаратистов, и их покровителям в Кремле. Силовики ЛДНР стали брать контроль над всеми претендующими на независимость отрядами, воевавшими на стороне сепаратистов, в том числе группировками русских националистов, православных фундаменталистов и российского казачества, что доходило до физической ликвидации командиров таких формирований. К осени 2015 года российские правые радикалы перестали иметь сколь-нибудь заметное самостоятельное влияние на территориях, подконтрольных сепаратистам Донбасса.
При этом исследователи отмечали, что идеология ДНР и ЛНР сформировалась под значительным влиянием российских ультраправых, приобретя правоконсервативный и ксенофобский характер.

#### Кадыровцы
В ходе войны в Донбассе появлялись многочисленные свидетельства участия в боевых действиях представителей народов Северного Кавказа, прежде всего чеченцев. Уже в мае 2014 года украинские СМИ писали, что на стороне сепаратистов воюют «кадыровцы» — выходцы из силовых структур Чеченской Республики, лояльных к Рамзану Кадырову. СМИ тогда публиковали свидетельства очевидцев, говоривших, что видели бородатых мужчин, говорящих на «своем» языке и выкрикивающих «Аллаху акбар!». 5 мая 2014 года глава МВД Украины Арсен Аваков писал, что в ходе боев в районе Славянска среди погибших бойцов, воевавших на стороне сепаратистов, были чеченцы.
Правозащитниками организации «Мемориал» отмечалось, что свидетельства об участии чеченцев в войне в Донбассе складываются в две «волны».
Первая «волна» припадала на начало военной эскалации конфликта в мае 2014. В частности, журналисты отмечали, что 26 мая во время боев за Донецкий аэропорт глава Совета министров ДНР Александр Бородай писал: «Уроженцы Чечни готовы защищать своих русских братьев»; «Очень часто оказывается, что народы Северного Кавказа — более русские, чем сами русские». В конце мая 2014 года издание Кавказский узел, ссылаясь на данные от жителей Чечни, писало, что в 28-29 мая 2014 года в Чечню было доставлено от 35 до 45 тел погибших уроженцев республики, участвовавших в боевых действиях в Донбассе.
Вторая «волна» свидетельств об участии чеченцев в войне в Донбассе пришлась на конец июля — август 2014 года. Чеченских бойков замечали и в приграничных с Украиной российских областях, и в различных местах в Донбассе, где проходили боевые действия, например в районах Ясиноватой, Новоазовска, Горловки.
По утверждению сотрудника одной из неправительственных организаций Чечни, отбор добровольцев для войны в Донбасс велся организовано: «С человеком заключается контракт, речь о 350 долларах в сутки за участие. Затем их перебрасывают в Ростовскую область, на границу с Донецкой, а затем и в Донбасс. Есть среди них действующие сотрудники различных силовых ведомств, а есть и простые люди, в основном безработные». По словам жителей Чечни, погибших в боях на Украине чеченцев задним числом увольняли из силовых структур. Также правозащитниками отмечалось, что в большинстве случаев сами военнослужащие или полицейские формально увольнялись с военной службы перед отправкой в Донбасс.
В ноябре 2014 года появились свидетельства о создании в Донбассе воевавшего на стороне сепаратистов батальона «Смерть», состоявшего из ветеранов силовых структур Рамзана Кадырова.
В 2015 году глава Чечни Рамзан Кадыров признал, что «добровольцы» из его республики воевали на стороне сепаратистов в Донбассе.

#### Российские ЧВК в Донбассе
Со времени начала российско-украинской войны в феврале 2014 года российские частные военные компании стали неотъемлемым инструментом Кремля по отстаиванию собственных интересов за рубежом. По информации журналистов, в Донбассе воевало несколько российских ЧВК, таких как «Вагнер», «МАР», «Еноты». Из них именно ЧВК «Вагнер» стала крупнейшей и ведущей военной компанией в российских операциях на Украине, а позже в Сирии.
Первые свидетельства о деятельности ЧВК Вагнер в Донбассе были зафиксированы украинскими спецслужбами в мае 2014 года. В октябре 2017 года глава СБУ Василий Грицак заявил о причастности бойцов Вагнера к сбитию украинского Ил-76 в июне 2014 года, штурму Донецкого аэропорта и боях под Дебальцевом. В июле 2018 года группа Bellingcat сообщала о видеозаписи, на которой бойцы ЧВК Вагнер были запечатлены в районе Дебальцева зимой 2015 года в разгар боев за этот город. На фоне полномасштабного российского вторжения на Украину, в сентябре 2022 года российский бизнесмен Евгений Пригожин рассказал, что в 2014 году создал «ЧВК Вагнер»: «Я, как и многие другие бизнесмены, ездил на полигоны, где собирались „казачки“, и пытался сорить деньгами, для того, чтобы набрать группу, которая поедет и защитит русских. Но очень быстро понял, что среди всех этих „казачков“ и других военизированных товарищей — половина мошенников, а половина тех, кто брал деньги, нанимал добровольцев и отправлял их голыми-босыми на реальную смерть. Тогда я полетел на один из полигонов и занялся этим сам». Он заявил, что благодаря «отваге и мужеству» вагнеровцев «стало возможным освобождение луганского аэропорта и многих других территорий, а также коренным образом изменилась судьба ЛНР и ДНР». Журналисты и эксперты также связывали ЧВК «Вагнер» с убийствами ряда известных полевых командиров сепаратистов, таких как руководителя бригады «Призрак» Алексея Мозгового и начальника 4-й бригады ЛНР Александра Беднова, не встраивавшихся во «властную вертикаль», которую Москва выстраивала в ЛНР и ДНР.
Согласно данным совместного расследования Bellingcat и The Insider, на Украине в 2014 году ЧВК Вагнер действовал под прямым командованием российского ГРУ.
При этом хотя российские ЧВК активно использовались в Сирии и в Донбассе, однако они не имели никакого юридического статуса в России.

### Грузовые перевозки из России на неподконтрольные Украине территории
6 августа 2014 года постпред России при ООН Виталий Чуркин на заседании Совбеза ООН заявил, что Москва готова направить в Донбасс колонну с гуманитарной помощью в сопровождении сотрудников Международного комитета Красного креста. Эта идея не получила поддержки от ряда других членов Совбеза ООН. Постпред США при ООН Саманта Пауэр: «Учитывая, что Украина предоставила международным гуманитарным организациям право доставлять помощь по своей территории, нет никакой логической причины, почему именно Россия стремится доставить её. Поэтому любое дальнейшее одностороннее вмешательство России в украинский конфликт, в том числе и под видом оказания гуманитарной помощи, совершенно недопустимо. И будет рассматриваться как вторжение на Украину». Саманта Пауэр отмечала, что Россия выражала аналогичную озабоченность положением гражданского населения незадолго до начала войны с Грузией в августе 2008 года.
11 августа 2014 года президент РФ Владимир Путин в ходе телефонного разговора с председателем Еврокомиссии Жозе Мануэлем Баррозу сообщил о намерении России «отправить на юго-восток Украины „гуманитарный конвой“». Путин объяснил такой шаг «катастрофическими последствиями проводимой киевскими властями военной операции в юго-восточных регионах» Украины, заявив что Россия будет взаимодействовать с МККК. Баррозу заявил, что Евросоюз намерен присоединиться к международным усилиям по оказанию помощи нуждающимся жителям зоны конфликта в Донбассе, однако предостерег Россию «от любых односторонних военных действий на Украине, под любым предлогом, в том числе гуманитарным». МИД Украины заявлял, что идея направить гуманитарную миссию в зону конфликта принадлежит Киеву, а Россия занимается «пиаром». В МИД Украины заявили, что по инициативе украинского президента Украины Петра Порошенко в Луганскую область будет направлена международная миссия гуманитарной помощи, которая помимо грузов, подготовленных украинской стороной, будет включать также и международный компонент, в частности, гуманитарную помощь, предоставленную МККК, США, ЕС. Украинская сторона заявила, что «Россия может присоединиться» к этой программе гуманитарной помощи, однако подчеркнула, что «логистическое сопровождение Международной миссии гуманитарной помощи, в частности, её доставка и распределение, будут обеспечиваться представителями МККК и Украины». Украина заявила, что «РФ должна довезти груз до границы, а там передать его МККК, который с помощью украинских властей доставит все в Луганск». Западные страны поддержали украинский план, а российская инициатива по отправке «гуманитарного конвоя» вызывала у них неоднозначную реакцию. Журналисты отмечали, что недоверия к российской инициативе добавляли и появившиеся ролики на YouTube, на которых было видно, что на некоторых готовящихся к отправке в составе «гуманитарного конвоя» белых КамАЗах оставались черные номера 76RUS Центрального военного округа, рядом с грузовиками находились люди в солдатской форме, а неподалёку была расположена военная техника.
21 августа 2014 года инспекторы России, Украины и МККК начали проверять содержимое российского «гуманитарного конвоя», однако 22 августа Россия без согласования с Украиной и МККК направила 262 грузовика в Луганск. Конвой пересек границу Украины в районе пункта Изварино, бывшего под контролем сепаратистов. Президент Украины Петр Порошенко назвал самовольный въезд российской колонны на украинскую территорию «вопиющим нарушением международного права» и «прямым вторжением». Президент США Барак Обама вместе с канцлером Германии Ангелой Меркель заявили, что «отправка Россией конвоя на Украину без одобрения украинских властей является провокацией и нарушением суверенитета и территориальной целостности страны». Генеральный секретарь НАТО Андерс Фог Расмуссен назвал российские действия «вопиющим нарушением международных обязательств России», заявив, что «несоблюдение международных гуманитарных принципов ставит новые вопросы о том, является ли настоящей целью конвоя поддержка мирных граждан или пополнение запасов вооруженных сепаратистов». НАТО также заявило, что в дни, предшествующие пересечению российского «гуманитарного конвоя» украинской границы, российская армия активно обстреливала украинские силы в Донбассе, в том числе, с территории России; с российской территории в Донбасс перемещались значительные объёмы оружия, в том числе танки и артиллерийские системы; НАТО отмечало и наращивание Россией сухопутных войск и авиации вблизи границы с Украиной. Россия оправдывала свои действия, заявляя, что Украина задерживала поставки гуманитарной помощи, на что США ответили: «Важно помнить, что Россия преследует цель облегчить гуманитарную ситуацию, которую сама же создала. Если Россия действительно хочет облегчить гуманитарную ситуацию на востоке Украины, она это может сделать сегодня, прекратив поставки оружия, оборудования и бойцов в свои марионеточные государства». При этом украинские силы в Донбассе заявляли, что не будут атаковать российскую колонну, чтобы «избежать втягивания Украины в провокацию».
Скандал с российским «гуманитарным конвоем» развивался на фоне успешного наступления украинских сил на Донецк и Луганск в августе 2014 года и ожесточенных боев под Иловайском. По мнению журналистов The New York Times, российский «гуманитарный конвой» был попыткой приостановить украинское наступление в Донбассе, так как украинские силы не хотели проводить атаки вблизи «гуманитарного конвоя», что давало сепаратистам возможность укрепить свои позиции. 23 августа 2014 года грузовики «гуманитарного конвоя» вернулись в Россию, при этом СНБО заявил, что на обратном пути эти грузовики вывезли из Луганска оборудование Луганского патронного завода и оборудование для производства радиолокационных систем «Кольчуга».
В последующем Россия отправила в Донбасс десятки подобных конвоев.

### Заявления о роли России в войне в Донбассе со стороны представителей пророссийских сил
Журналисты отмечали, что пока российские власти и государственные СМИ продолжали отрицать участие России в войне в Донбассе, отдельные представители пророссийских сил, принимавших участие в событиях в Донбассе, позволяли себе делать более откровенные заявления.
Бывший «народный губернатор» Донецкой области и организатор пророссийских протестов в Донбассе весны 2014 года Павел Губарев заявлял: «Первым, и ничто ему не помешало, пришел Стрелков. Без него дело загнулось бы. И в Донецке, и в Луганске. Загнулось бы так, как загнулось в Одессе и в Харькове. Именно он вытащил восстание из обычного безоружного, беззубого протеста. Именно Стрелков спас этот протест от того, что его задушили бы». Сам Игорь Стрелков заявлял: «Если бы наш отряд не пришел в Донбасс и не стал ядром „русской весны“, то без этого ядра „русская весна“ была бы подавлена в зародыше. Не хватало именно ядра. Людей, которые готовы были бы действовать ещё более решительно, чем действовали самые решительные донецкие активисты». Журналисты Радио «Свобода» отмечали, что хотя Стрелков отказывался комментировать непосредственное участие регулярных российских войск в войне в Донбассе, однако из его слов следовало, что создание «армейских корпусов» ДНР и ЛНР проходило под контролем российских военных. Стрелков заявлял, что эти «армейские корпуса» — на самом деле «ширма», которая в случае наступления ВСУ должна какое-то время продержатся, пока не будут развернуты «основные силы».
Журналисты отмечали и слова российского политического деятеля Сергея Кургияна, который летом 2014 года в Донецке заявлял: «Поддержку Россией военной техникой я в деталях не имею права обсуждать. Скажу лишь, что военную технику, которую, я буду настаивать, поставляет российское гражданское общество, а не власть, вначале шла безобразно. И вы получали очень плохие изделия. За последние 2-3 недели ситуация резко изменилась к лучшему». Тогда же в разговоре с Кургияном один из представителей сепаратистов, который называл себя начальником штаба из Славянска, говорил: «За последние 3 недели мы получили танков 30 или 40».
15 августа 2014 года Александр Захарченко, говоря о боях вдоль российской границы, хотя прямо не сказал, что войска и техника были российскими, он явно подразумевал это, заявив:
На сегодняшний день (…) под реформирование армии были собраны резервы следующего плана: 150 единиц боевой техники, из них, правда, около 30 танков, все остальное — БМП и БТР,  1200 человек личного состава, которые проходили обучение в течение четырех месяцев на территории Российской Федерации, и они был были сюда включены в самый ответственный момент
Российский писатель Захар Прилепин, который с осени 2016 года по лето 2018 года занимал пост советника главы ДНР Александра Захарченко, в 2019 году издал автобиографический роман «Некоторые не попадут в ад», в котором рассказывал о своих похождениях в Донбассе. В романе он утверждал, что силами ДНР «командовал армейский генерал, явившийся из одной соседней северной страны».
Российский националист Александр Жучковский, который участвовал в событиях в Донбассе с весны 2014 года, в 2018 году издал книгу «85 дней Славянска», в которой подробно описывались бои за Славянск. В книге он утверждал, что захват Славянска был инициативой Стрелкова, которую поддержали политтехнолог Александр Бородай и бизнесмен Константин Малофеев. При этом Бородой в интервью, данным для этой книги, утверждал, что из Москвы операцию Стрелкова пытались отменить, однако в решающий момент Стрелков отключил телефон, «предугадав подобное развитие ситуации». Жуковский также считал, что население и элиты Донбасса не были готовы к вооруженному конфликту, однако в него их втянула группа Стрелкова. По словам Жуковского, на протяжении всей «осады Славянска» российская регулярная армия не участвовала в боевых действиях в Донбассе, однако к концу лета 2014 года, когда украинским силам практически удалось отрезать Донецк и Луганск от границы с Россией и окружить силы сепаратистов, «России все-таки пришлось вводить войска» в Донбасс. Он писал: «Сделай это Москва в конце июня — начале июля, то Славянск до сих пор был бы под русским флагом». По словам Жуковского, прямо говорить об участии российских войск в войне в Донбассе было не принято, чтобы «не подставлять Россию перед Западом». Однако «и для кого в мире это секретом не было», а со временем и сами участники войны в Донбассе со стороны пророссийских сил «прямо или косвенно участие российских войск в войне признавали». Он также признавал поставки российского вооружения в Донбасс.
В декабре 2022 года лидер партии «Справедливая Россия» Сергей Миронов заявил: «С 2014-го партия СРЗП поставляет в Донбасс не только медикаменты и продукты питания. Скажу аккуратно: мы поставляем продукцию двойного назначения. Сегодня об этом можно говорить открыто. Мы помогаем всем тем, кто с оружием в руках защищает право говорить на родном русском языке».

## Позиции сторон

### Россия
Официальная позиция
Россия категорически отрицала своё участие в войне в Донбассе и обвиняла Украину в нежелании идти на урегулирование конфликта, называя его «гражданской войной». Так, в апреле 2015 года в ходе «Прямой линии» российский президент Владимир Путин заявил: «Есть войска на Украине или нет, говорю прямо: на Украине наших войск нет». Однако в декабре 2015 года Путин заявил: «мы никогда не говорили, что там [на Украине] нет людей, которые занимаются решением определённых вопросов, в том числе и в военной сфере», однако подчеркнул, что «это не значит, что там присутствуют регулярные российские войска, почувствуйте разницу».
В ноябре 2014 Путин в ответ на прямой вопрос журналистки о том, вооружает ли Москва сепаратистов на востоке Украины, заявил: «Откуда у них и бронетехника и артиллерийские системы? В современном мире люди, которые ведут борьбу и которые считают эту борьбу справедливой для себя с их точки зрения, всегда найдут вооружение». При этом Путин утверждал: «Сейчас на востоке Украины происходят боевые действия. Центральные власти Украины послали туда армию, применяют даже баллистические ракеты. Кто-нибудь об этом говорит? Ни слова. Это говорит о том, что вы хотите, чтобы центральные власти Украины всех там уничтожили, всех своих политических противников и оппонентов? Вы этого хотите? Мы не хотим. И не позволим».
Также в декабре 2014 года Путин заявлял: «Все люди, которые по зову сердца исполняли свой долг, добровольно принимают участие в каких-то боевых действиях, в том числе на юго-востоке Украины, не являются наемниками. Потому что они за это денег не получают».
В январе 2022 года на фоне российско-украинского кризиса руководитель фракции «Единой России» в Госдуме Владимир Васильев от лица партии обратился к руководству России с просьбой оказать силам сепаратистов в Донбассе помощь в виде «необходимой для сдерживания агрессии военной продукции». Незадолго до этого секретарь Генсовета «Единой России» Андрей Турчак заявлял, что России необходимо помочь ДНР и ЛНР «поставками отдельных видов вооружений» для «повышения их обороноспособности и сдерживания явно готовящейся Киевом военной агрессии». Пресс-секретарь президента РФ Дмитрий Песков, комментируя эти инициативы депутатов «Единой России», заявил, что предложение поставок вооружений в ДНР и ЛНР — «это что-то новое» и раньше Россия не оказывала Донбассу подобной помощи, а также Песков утверждал, что ему не известно, чтобы данное предложение находилось на рассмотрении у главы российского государства.
Оппозиция
12 мая 2015 года состоялась презентация доклада «Путин. Война», созданного на основе материалов российского оппозиционера Бориса Немцова, который работал над этим докладом в последние месяцы перед своим убийством. Работу над докладом закончили соратники Немцова, среди которых был Илья Яшин. Согласно этому докладу, на стороне сепаратистов в Донбассе воевала российская армия.
Летом 2017 года российский оппозиционер Алексей Навальный о ситуации в Донбассе заявлял: «Безусловно, там есть наши войска. Безусловно, там есть вооруженные группы, которые поддерживают связь с Россией напрямую, это многократно, в том числе, признали руководители этих непризнанных республик. Они прямо говорят, что без российской поддержки, без российских войск они не могут воевать».

### Украина
27 января 2015 года Верховная Рада приняла заявление о признании России государством-агрессором. Также Рада обратилась к международному сообществу с просьбой признать ДНР и ЛНР террористическими организациями, при этом в заявлении говорилось, что «Россия поддерживает терроризм». В документе утверждалось: «С начала агрессии в конце февраля 2014 Российская Федерация систематически нарушает нормы международного права, права человека, в том числе право на жизнь мирных граждан Украины, которые стали заложниками террористов на оккупированной территории Донбасса».
21 апреля 2015 года Верховная Рада приняла заявление «Об отпоре вооруженной агрессии России». В нём говорилось: «Вооруженная агрессия Российской Федерации против Украины началась 20 февраля 2014 года, когда были зафиксированы первые случаи нарушения Вооруженными силами Российской Федерации порядка пересечения государственной границы Украины», а война в Донбассе называлась «второй фазой вооруженной агрессии Российской Федерации против Украины».
24 сентября 2015 года президент Украины Петр Порошенко утвердил новую военную доктрину Украины, в которой Россия признавалась «агрессором» и «противником» украинского государства. В доктрине упоминалась российская оккупация Крыма и роль РФ в «разжигании вооруженного конфликта в восточных регионах Украины». Хотя Россия официально отвергала свое участие в конфликте в Донбассе, но основной целью военной политики Украины в доктрине было определено «отражение вооруженной агрессии Российской Федерации», а описанные сценарии возможного конфликта с Россией включали и вариант полномасштабного вторжения войск РФ с сухопутными, воздушными и морскими операциями.
16 января 2017 года Украина подала иск против России в Международный суд ООН, в котором обвинила Россию в нарушении Международной конвенции по борьбе с финансированием терроризма. Украина заявила, что та предоставляет «оружие и другие виды помощи незаконным вооруженным формированиям, которые совершили ряд актов терроризма на территории Украины», что привело в том числе к катастрофе Boeing 777 в Донецкой области, обстрелам жилых районов Мариуполя и Краматорска, обстрела пассажирского автобуса под Волновахой.
18 января 2018 года Верховная Рада приняла закон «Об особенностях государственной политики по обеспечению государственного суверенитета Украины на временно оккупированных территориях в Донецкой и Луганской областях», где впервые на законодательном уровне Украина признала Россию агрессором и оккупантом за её действия в Донбассе. В документе говорилось, что «Россия осуществляет оккупацию с помощью вооруженных формирований, состоящих из регулярных войск, советников, инструкторов, незаконных вооруженных формирований, вооруженных банд и групп наемников». Также в законе заявлялось, что «РФ не соблюдает режим прекращения огня, пытается распространить там свое законодательство, ввела в обращение российский рубль и признает идентификационные документы жителей отдельных районов Донбасса». Оккупированными были объявлены части территории Украины, в пределах которых «вооруженные формирования РФ и оккупационная администрация установили и осуществляют общий „эффективный контроль“».

### Другие страны и международные организации

#### Государства
В марте 2021 года по случаю седьмой годовщины принятия Генеральной Ассамблеей ООН резолюции в защиту территориальной целостности Украины 47 государств подписали заявление, в котором осуждалась «политика дестабилизации ситуации на Украине, особенно действия России в отдельных районах Донецкой и Луганской областей», а Россия признавалась «стороной конфликта на востоке Украины, а не посредником». Заявление подписали представители Австралии, Австрии, Албании, Бельгии, Великобритании, Греции, Грузии, Дании, Эстонии, Ирландии, Исландии, Испании, Италии, Канады, Лихтенштейна, Княжества Монако, Нидерландов, Коста-Рики, Латвии, Литвы, Люксембурга, Норвегии, Португалии, Болгарии, Республики Кипр, Мальты, Республики Маршалловые острова, Молдовы, Северной Македонии, Польши, Словении, Хорватии, Румынии, Словакии, США, Турции, Украины, Федеративных Штатов Микронезии, Финляндии, Черногории, Чехии, Швеции и Японии.
 После начала войны в Донбассе белорусский президент Александр Лукашенко пытался играть роль посредника между Киевом и Москвой. В октябре 2019 года Лукашенко о войне в Донбассе заявил: «не говорите, что это не конфликт России и Украины».
 22 декабря 2014 года президент Казахстана Нурсултан Назарбаев на встрече с украинским президентом Петром Порошенко назвал конфликт в Донбассе «организованной гражданской войной», при этом он обратился к Москве и Киеву с призывом найти выход из этой ситуации и заявил, что может выступить посредником в урегулировании конфликта. В декабре 2018 года Назарбаев говорил: «Только один вопрос — почему в Украине случилось то, что случилось, почему самой Украине не дали возможность разобраться с внутренними своими делами. Я и сейчас знаю, что у Путина, у России нет желания отхватить кусок Украины с востока. Зачем? У России самая большая в мире территория».

#### Международные организации
18 августа 2014 года Совет Европы призвал Россию вывести свои войска с востока Украины и прекратить поставки оружия сепаратистам. В октябре 2016 года член делегации Германии в ПАСЕ Марилуиза Бек представила доклад «Средства правовой защиты в случаях нарушения прав человека на украинских территориях, находящихся вне контроля украинских властей», в котором утверждалось, что сепаратисты в ДНР и ЛНР «не слишком заботятся о правах человека и правосудии», за что ответственность несёт Россия, так как ЛНР и ДНР создавались, контролируются и поддерживаются с участием России. Доклад утвердил комитет ПАСЕ по юридическим вопросам и правам человека. Доклад лег в основу резолюции Парламентской ассамблеи Совета Европы, которую приняли при 87 голосах членов ПАСЕ.
 В ноябре 2014 года Генеральный секретарь НАТО Йенс Столтенберг призвал Россию «вывести войска и вооружение с украинской территории и уважать минские договоренности о перемирии на востоке Украины».
 20 ноября 2014 года Верховный комиссар ООН по правам человека Зейд аль-Хуссейн представил доклад ООН по правам человека на Украине, где говорилось о наличии в Донбассе «большого количества современных вооружений, а также присутствии иностранных боевиков, включая военнослужащих Российской Федерации», что, по словам экспертов ООН, «оказывает серьёзное влияние на ситуацию с правами человека в этой части» Украины.
 В июле 2017 года в ходе Минской сессии Парламентской ассамблеи ОБСЕ была принята резолюция «Восстановление суверенитета и территориальной целостности Украины», где было заявлено: «[ПА ОБСЕ] настойчиво призывает Российскую Федерацию прекратить спонсирование террористической деятельности на Украине за счет перемещения боевиков, денег и оружия через неподконтрольный правительству участок российско-украинской государственной границы и перестать в любой форме поддерживать незаконные вооруженные формирования в отдельных районах Донецкой и Луганской областей Украины, которые осуществляют террористические акты в Украине» и «[ПА ОБСЕ] призывает Российскую Федерацию обеспечить вывод своих вооруженных формирований, военной техники и наемников с территории отдельных районов Донецкой и Луганской областей Украины под мониторингом ОБСЕ, а также разоружение всех незаконных формирований». В другом документе, принятом в ходе Минской сессии ОБСЕ, осуждалось давление на членов мониторинговой миссии ОБСЕ в районах Донбасса, «находящихся под контролем российских гибридных сил».